# Mistrzostwa świata w hokeju na lodzie mężczyzn
Mistrzostwa świata w hokeju na lodzie mężczyzn – coroczny międzynarodowy turniej w hokeju na lodzie mężczyzn, organizowany przez Międzynarodową Federację Hokeja na Lodzie (IIHF) dla reprezentacji krajowych, mający na celu wyłonienie najlepszej z nich. Najważniejszy z dorocznych turniejów hokejowych na świecie. Za inauguracyjną edycję uznaje się turniej podczas Letnich Igrzysk Olimpijskich 1920 w Antwerpii, natomiast premierowa edycja mistrzostw świata, jako zmagań nieolimpijskich, odbyła się w 1930 we Francji, Austrii i Rzeszy Niemieckiej.
W 1908 r. powstał podmiot zajmujący się organizacją mistrzostw świata w hokeju – Międzynarodowa Federacja Hokeja na Lodzie (dalej IIHF). Prekursorem mistrzostw świata były mistrzostwa Europy, które po raz pierwszy odbyły się w 1910 r. Za pierwsze mistrzostwa świata w hokeju na lodzie uważa się turniej, który został przeprowadzony podczas letnich igrzysk olimpijskich w 1920 w Antwerpii. W latach 1920–1968 hokejowy turniej olimpijski również był utożsamiany z mistrzostwami świata w tym sporcie. Pierwsze mistrzostwa świata niezależne od igrzysk olimpijskich odbyły się w 1930 r. W turnieju brało udział dwanaście reprezentacji. Rok później, w 1931, w zawodach wzięło udział dziesięć drużyn, które w fazie początkowej turnieju rywalizowały w rundzie kwalifikacyjnej rozegranej systemem kołowym. Z rundy kwalifikacyjnej wyłonione zostały drużyny, które następnie walczyły ze sobą w rundzie medalowej. Końcowa klasyfikacja w tej rundzie decydowała o przyznaniu medali. Taką formułę turnieju wykorzystywano do 1992 r., chociaż w tym czasie wprowadzono kilka niewielkich zmian. W 1951 r. trzynaście reprezentacji zostało podzielonych na dwie grupy. Najlepszych siedem (grupa A) rywalizowało o mistrzostwo świata. Pozostałych sześć (grupa B) grało wyłącznie dla poprawienia swoich pozycji w rankingu. Podczas kongresu w 1990 r. IIHF wdrożyła system play-offów. Wraz z powiększaniem się IIHF coraz więcej państw brało udział w mistrzostwach świata, przez co wprowadzono większą liczbę grup (później ich nazwę zmieniono na dywizje).
Obecna formuła mistrzostw świata przewiduje udział 16 zespołów w grupie mistrzowskiej (elita), 12 zespołów w I Dywizji oraz 12 zespołów w II Dywizji. Jeśli w turnieju weźmie udział większa niż 40 liczba drużyn, rywalizują one w III Dywizji. Reprezentacje na mistrzostwach świata elity najpierw rywalizują podzielone na dwie grupy, z których wyłonione zostają po cztery najlepsze drużyny. Kolejnym etapem jest faza pucharowa (play-off), której zwycięska reprezentacja zostaje mistrzem świata. Na przestrzeni lat dochodziło do kilku zmian zasad dotyczących przebiegu turniejowej rozgrywki. W 1969 r. dopuszczono bodiczkowanie we wszystkich trzech strefach lodowiska. Na początku lat 70. wprowadzono wymóg noszenia kasków przez zawodników i masek przez bramkarzy, a w 1992 r. do rozgrywki włączono rzuty karne. Obecnie zasady stosowane w rozgrywkach organizowanych przez IIHF nieco odbiegają od zasad wykorzystywanych w NHL. Od 1977 r. mistrzostwa świata są otwarte dla wszystkich zawodników, zarówno amatorów jak i zawodowców. IIHF wymaga, by każdy zawodnik reprezentujący dane państwo na mistrzostwach był jego obywatelem, a w przypadku zmiany obywatelstwa wymaga występowania w lidze tego kraju przez określony czas.
Kanada była pierwszą drużyną, która zdominowała turnieje mistrzostw świata, wygrywając je między 1930 r. a 1952 r. dwanaście razy. W tym okresie również liczącymi się zespołami były reprezentacje Stanów Zjednoczonych, Czechosłowacji, Szwecji, Wielkiej Brytanii i Szwajcarii. Reprezentacja Związku Radzieckiego w turnieju zadebiutowała w 1954 r. i szybko stała się równorzędnym rywalem dla Kanady. Od 1963 r. do rozpadu ZSRR w 1991 r. tylko trzy inne państwa zdobywały medale: Kanada, Czechosłowacja i Szwecja. Rosja po raz pierwszy wystartowała w mistrzostwach świata w 1992 r., a Czechy i Słowacja w 1993 r. W XXI wieku rywalizacja stała się bardziej otwarta, ponieważ zespoły „wielkiej szóstki” – Kanada, Czechy, Finlandia, Rosja, Szwecja i Stany Zjednoczone – jak również Słowacja były bardziej wyrównane.
Jako że mistrzostwa świata odbywają się w tym samym czasie, co rozgrywki play-off o Puchar Stanleya w NHL, wielu z czołowych zawodników reprezentacji nie bierze udziału w mistrzostwach, gdyż północnoamerykańscy zawodnicy i kibice uważają je za drugorzędne względem Pucharu Stanleya. Zawodnicy występujący w NHL biorą udział w meczach reprezentacji w przypadku wyeliminowania ich klubowej drużyny z walki o Puchar Stanleya.
Największą frekwencją cieszyły się 79. Mistrzostwa Świata w Hokeju na Lodzie rozgrywane w 2015 r. w Pradze i Ostrawie.

## Tło

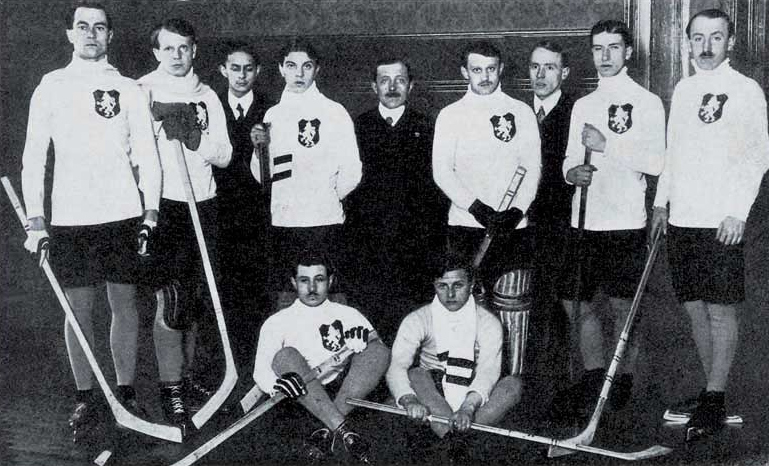
Reprezentacja Czech – mistrzowie Europy w 1911

Zarządzająca międzynarodowym hokejem Międzynarodowa Federacja Hokeja na Lodzie, pierwotnie działająca pod nazwą Ligue Internationale de Hockey sur Glace (LIHG), została założona 15 maja 1908 w czasach, gdy zorganizowany hokej wciąż dopiero się tworzył. Pierwszy mecz hokeja na lodzie w hali odbył się 3 marca 1875 w Victoria Skating Rink w Montrealu. W 1887 r. cztery kluby z Montrealu utworzyły Amateur Hockey Association of Canada (AHAC) i wdrożyły zorganizowany harmonogram rozgrywek. Lord Stanley podarował Puchar Stanleya, który osoby zarządzające AHAC postanowiły przyznać najlepszej drużynie w rozgrywkach. Eastern Canada Amateur Hockey Association (ECAHA) został zawiązany w 1905, w którego zespołach występowali zarówno hokeiści zawodowi, jak i amatorzy. Ostatecznie ECAHA został rozwiązany, w wyniku czego został utworzony National Hockey Association (NHA).
Prekursorem mistrzostw świata były mistrzostwa Europy w hokeju na lodzie, po raz pierwszy zorganizowane w szwajcarskiej wiosce Les Avants w styczniu 1910 r.. Był to pierwszy oficjalny turniej przeznaczony dla drużyn narodowych. Udział w nim wzięły: Wielka Brytania, Niemcy, Belgia i Szwajcaria. Wraz z rozwojem profesjonalnego hokeja w Ameryce Północnej, w 1917 r. powstała tam największa profesjonalna liga na świecie, National Hockey League (NHL). Mistrzostwa Europy rozgrywano przez pięć kolejnych lat, natomiast między 1915 r. a 1920 r. nie odbywały się one z powodu I wojny światowej.

## Historia

### 1920–1928: igrzyska olimpijskie

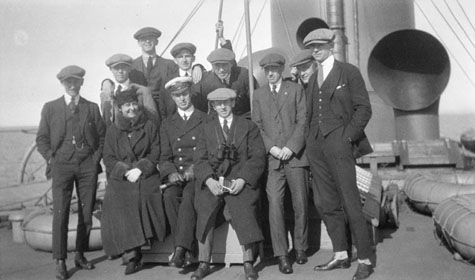
Reprezentujący Kanadę zawodnicy Winnipeg Falcons (na zdjęciu w drodze na Letnie Igrzyska Olimpijskie 1920) – pierwsi mistrzowie olimpijscy w hokeju na lodzie

Za pierwsze mistrzostwa świata w hokeju na lodzie IIHF uznaje turniej, który odbył się podczas Letnich Igrzysk Olimpijskich 1920 w Antwerpii. Jego organizatorem był komitet, którego członkiem był przyszły prezydent IIHF Paul Loicq. Turniej odbywał się w dniach 23–29 kwietnia; wzięło w nim udział siedem drużyn: Kanada, Czechosłowacja, Stany Zjednoczone, Szwajcaria, Szwecja, Francja i Belgia. Kanadę reprezentowała drużyna Winnipeg Falcons, która zdobyła złoto, deklasując rywali ze stosunkiem bramek 27–1. Amerykanie i Czechosłowacy kolejno zdobyli srebrny i brązowy medal. W 1921 w Lozannie decyzją kongresu olimpijskiego pierwsze zimowe igrzyska olimpijskie zostały zorganizowane w 1924 w Chamonix, aczkolwiek jako zimowe igrzyska olimpijskie w tamtym czasie zostały uznane tylko przez Międzynarodowy Komitet Olimpijski (MKOl). Oficjalnie za takie zostały one uznane w 1926 podczas 25. sesji MKOl w Lizbonie.
Każdy kolejny turniej olimpijski w hokeju na lodzie do igrzysk w 1968 włącznie jest uznawany za mistrzostwa świata w tej dyscyplinie. Kanada zdobyła złoty medal na igrzyskach w 1924 i 1928. W 1928 Szwedzi i Szwajcarzy zdobyli swoje pierwsze medale – kolejno srebrny i brązowy. Zadebiutowała reprezentacja Niemiec, która zakończyła turniej na dziewiątym miejscu.

### 1930–1953: kanadyjska dominacja

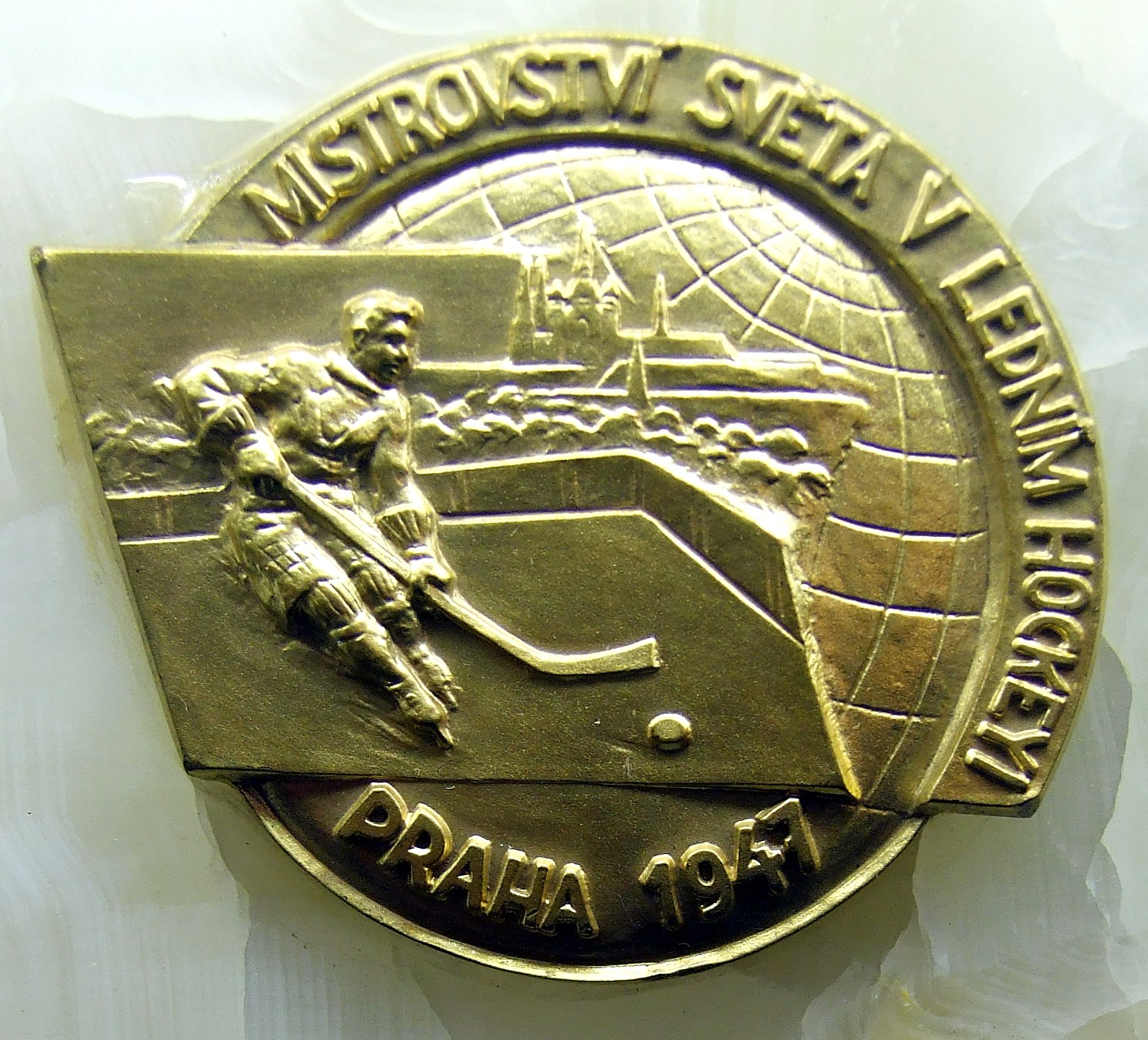
Złoty medal zdobyty przez Czechosłowację (1947)

Pierwsze mistrzostwa świata zorganizowane niezależnie od igrzysk olimpijskich odbyły się w 1930 w trzech europejskich miastach: Chamonix, Wiedniu i Berlinie. Reprezentowana przez drużynę Toronto CCMs Kanada w meczu o złoto pokonała reprezentację Niemiec, a Szwajcarzy zdobyli brąz. Kolejne dwa turnieje ponownie wygrała drużyna kanadyjska – w 1931 reprezentowana przez Manitoba Grads, a w kolejnym turnieju olimpijskim w 1932 przez Winnipeg Winnipegs. Na mistrzostwach świata w 1933 w Pradze złoto przypadło reprezentacji Stanów Zjednoczonych, która została pierwszą niekanadyjską drużyną w historii wygrywającą ten turniej. Do 2016 był to jedyny złoty medal Stanów Zjednoczonych na turnieju mistrzostw świata niebędącym jednocześnie turniejem na igrzyskach olimpijskich. Dwa dni przed Zimowymi Igrzyskami Olimpijskimi 1936 w Garmisch-Partenkirchen kanadyjscy oficjele złożyli protest dotyczący dwóch graczy brytyjskiego zespołu – Jamesa Fostera i Alexa Archera, którzy grali w Kanadzie, ale przenieśli się bez zgody do klubów występujących w English National League. Dawało im to możliwość występowania w barwach Wielkiej Brytanii podczas igrzysk. IIHF przyznała rację Kanadyjczykom, ale reprezentacja Wielkiej Brytanii zagroziła wycofaniem się z turnieju w przypadku wykluczenia dwójki zawodników. Na krótko przed rozpoczęciem igrzysk Kanadyjczycy wycofali protest. Wielka Brytania jako pierwsza drużyna w historii igrzysk była lepsza od Kanady i zdobyła olimpijskie złoto. Kanadyjczycy zdobyli srebro, a Amerykanie brąz. W pozostałych mistrzostwach świata rozgrywanych w latach 30. za każdym razem triumfowała Kanada. W mistrzostwach świata w 1939 po raz pierwszy wystąpiła drużyna reprezentująca Finlandię. II wojna światowa zmusiła do rezygnacji z organizowania igrzysk w 1940 i 1944 oraz mistrzostw świata w latach 1941–1946.
Po II wojnie światowej reprezentacja Czechosłowacji szybko stawała się jedną z czołowych drużyn świata. Byli najlepsi podczas mistrzostw świata w 1947, aczkolwiek nie uczestniczyła w nich reprezentacja Kanady. W 1949 reprezentacja Czechosłowacji stała się trzecią drużyną, która zdobyła złoto w mistrzostwach świata, w których udział brali również Kanadyjczycy. Niedługo przed igrzyskami w Sankt Moritz w 1948 światło dzienne ujrzał konflikt między dwoma amerykańskimi związkami hokejowymi – American Hockey Association (AHA) i Amateur Athletic Union (AAU). AAU, który zarządzał amatorskim hokejem w Stanach Zjednoczonych od 1930, został wykluczony przez IIHF w 1947, kiedy odmówił wsparcia drużyny składającej się z graczy z AHA. AAU stał na stanowisku, że pensje zawodników zrzeszonych w AHA są jawne, a w tamtym czasie igrzyska olimpijskie były przeznaczone wyłącznie dla amatorów (zarabianie na grze wykluczało amatorskość). Osiągnięto kompromis, dzięki czemu drużyna AHA została dopuszczona do turnieju, jednak nie była uznawana za oficjalnego uczestnika. Ostatecznie zajęła czwarte miejsce, ale po zakończeniu turnieju została zdyskwalifikowana. Zarówno Czechosłowacja, jak i reprezentująca Kanadę drużyna RCAF Flyers, wygrały po siedem spotkań, a w meczu bezpośrednim padł remis. Złoto przyznano na podstawie stosunku bramek zdobytych do straconych w trakcie turnieju – Kanadyjczycy (bramki 69:5 – stosunek bramek 13,8) zdobyli złoto; Czechosłowakom (bramki 80:18 – stosunek bramek 4,4) przyznano srebrny medal.
W 1950 reprezentacja Czechosłowacji, najlepsza drużyna na świecie w pierwszych kilku latach po II wojnie światowej, została pozbawiona możliwości obrony tytułu. W zaledwie kilka lat po wojnie kraj opuściło wielu sportowców (m.in. późniejszy zwycięzca Wimbledonu – Jaroslav Drobný). Komunistyczne władze, chcące zastraszyć czeskie społeczeństwo i zniechęcić sportowców do kolejnych wyjazdów za granicę, za pomocą Sądu Państwowego w Pradze w zaledwie dwudniowym procesie skazały piętnastu hokeistów reprezentacji Czechosłowacji na kary od 8 miesięcy do 15 lat pozbawienia wolności. Za powód prześladowań komuniści podali domniemaną współpracę sportowców z zachodnimi szpiegami. Na najdłuższą karę został skazany m.in. domniemany przywódca „spisku”, najlepszy bramkarz na świecie Bohumil Modrý, który w wyniku wieloletniej przymusowej pracy w kopalni uranu w Jáchymowie zmarł niedługo po opuszczeniu obozu, w wieku 47 lat. Jedna z najlepszych reprezentacji w historii międzynarodowego hokeja na lodzie została nazwana przez IIHF „generacją straconą”.
Turniej mistrzowski w 1951 odbył się w Paryżu. Ze względu na dużą liczbę drużyn i różniące je umiejętności sportowe po raz pierwszy w historii uczestników podzielono na dwie grupy: z rywalizującymi o medale drużynami grupę A oraz składającą się z pozostałych, słabszych reprezentacji grupę B (nazwaną Critérium Européen). Reprezentowana przez Lethbridge Maple Leafs Kanada zdobyła swój 14. tytuł mistrzów świata. Dzięki korzystniejszemu stosunkowi bramek wicemistrzami świata i mistrzami Europy zostali Szwedzi. Na najniższym stopniu podium stanęli Szwajcarzy. Kanadyjczycy zdeklasowali swoich rywali zdobywając w całym turnieju 62 bramki, tracąc zaledwie 6. Najlepsza w grupie B była reprezentacja Włoch.
Na igrzyskach w 1952 w Oslo Edmonton Mercurys zdobyli dla Kanady drugi z rzędu złoty medal olimpijski. Na kolejny tytuł mistrzów olimpijskich czekali oni 50 lat. Mistrzostwa w 1953 były pierwszymi, w których uczestniczyły wyłącznie europejskie drużyny. Kanadyjczycy i Amerykanie nie wysłali swoich reprezentacji. Reprezentacja Związku Radzieckiego, na której debiut liczono, zrezygnowała z występu. Powodem była kontuzja gwiazdy reprezentacji, Wsiewołoda Bobrowa, której doznał krótko przed rozgrywkami. Reprezentacja Czechosłowacji wycofała się w trakcie turnieju i wróciła do kraju z powodu śmierci prezydenta kraju Klementa Gottwalda. W efekcie turniej zakończyły tylko trzy drużyny: Szwecja, RFN i Szwajcaria. Niepokonani Szwedzi zdobyli swój pierwszy tytuł mistrzów świata.

### 1954–1962: rywalizacja radziecko-kanadyjska

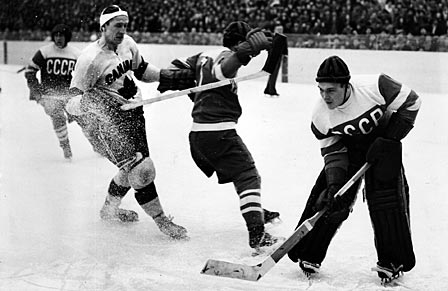
Spotkanie pomiędzy Kanadą a Związkiem Radzieckim na mistrzostwach świata w 1954, zakończone zwycięstwem Sowietów 7–2

Mistrzostwa świata w 1954 zostały nazwane przez IIHF „początkiem nowej ery w międzynarodowym hokeju”. Był to pierwszy międzynarodowy turniej reprezentacji Związku Radzieckiego. Pierwszą zorganizowaną ligę hokeja Sowieci utworzyli w 1946, wcześniej koncentrując się na bandy. Prowadzeni przez trenera Arkadija Czernyszowa pierwsze sześć spotkań ukończyli niepokonani. Kanada reprezentowana przez East York Lyndhursts również nie poniosła porażki. W finale turnieju po raz pierwszy w rozgrywkach międzynarodowych doszło do spotkania reprezentacji Związku Radzieckiego i Kanady. Drużyna radziecka wygrała mecz 7–2 i została piątą reprezentacją ze złotym medalem mistrzostw świata. W 1955 mistrzostwa świata zorganizowano w RFN, gdzie w finale ponownie spotkały się oba zespoły. O meczu Kanadyjczyków ze Związkiem Radzieckim za oceanem było na tyle głośno, że kanadyjski spiker Foster Hewitt poleciał do Niemiec, by zapewnić swoim rodakom relację na żywo. Oba zespoły do finału podchodziły niepokonane. Kanada, reprezentowana przez Penticton Vees, pokonała hokeistów radzieckich 5–0 i odzyskała mistrzostwo świata. Na igrzyskach w 1956 w Cortinie d’Ampezzo kanadyjska drużyna Kitchener-Waterloo Dutchmen uległa zarówno hokeistom radzieckim, jak i amerykańskim, plasując się na trzecim miejscu podium. Reprezentacja Związku Radzieckiego wygrała wszystkie ze swoich spotkań i zdobyła swój pierwszy złoty medal olimpijski. Na kolejne mistrzostwo świata radzieccy hokeiści musieli czekać siedem lat.

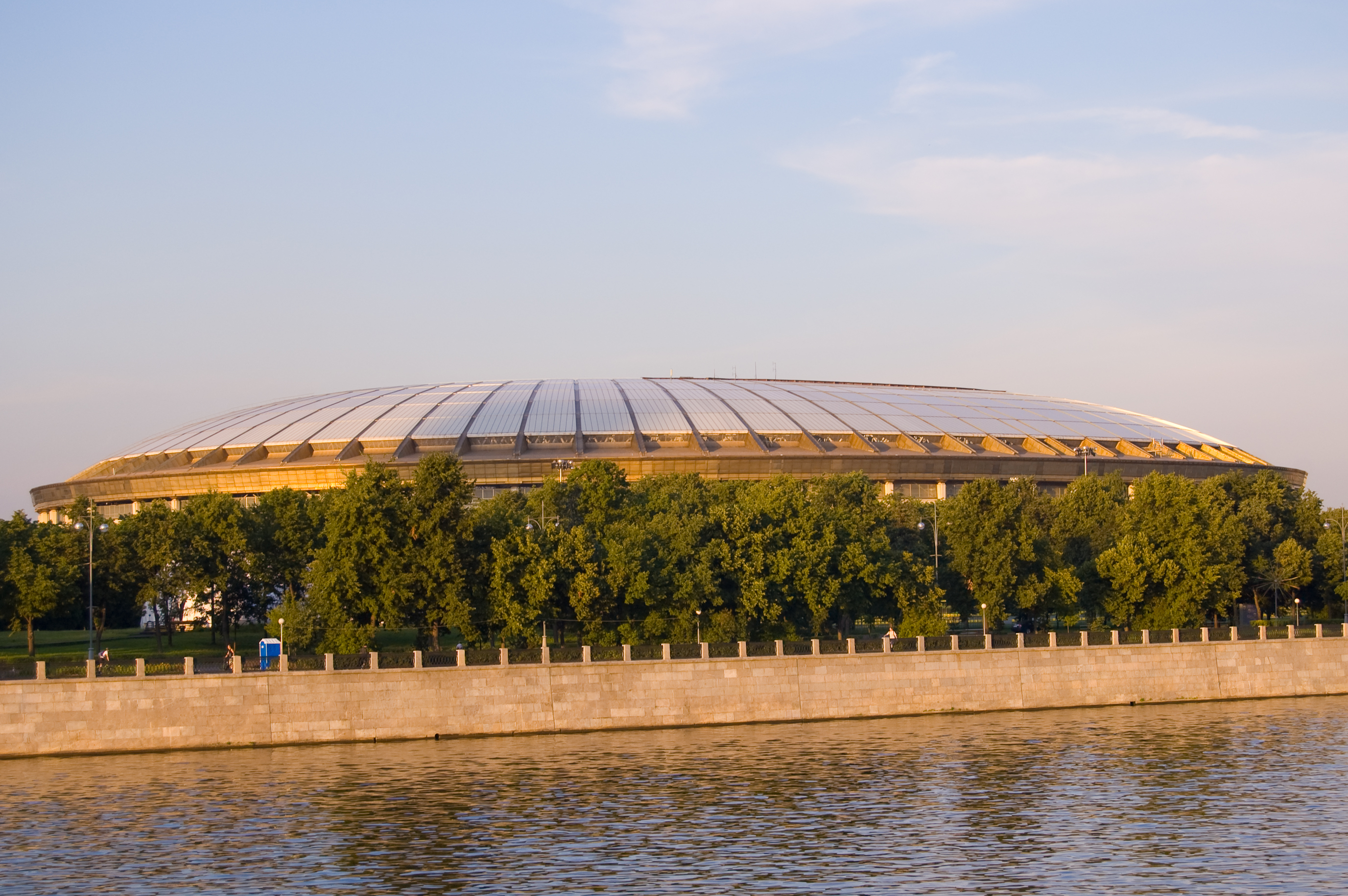
Stadion Łużniki w Moskwie, na którym odbyło się finałowe spotkanie mistrzostw świata w 1957

Mistrzostwa świata w 1957 odbyły się w Moskwie. W proteście przeciwko radzieckiej okupacji Węgier reprezentacje Kanady i Stanów Zjednoczonych nie przystąpiły do turnieju. Większość spotkań odbyła się w Hali Sportowej Łużniki, ale radzieckie władze zdecydowały, że mecz finałowy miał rozegrać się na pobliskim otwartym stadionie piłkarskim Łużniki. Spotkanie obserwowało co najmniej 55 tys. osób, co stanowiło rekord mistrzostw świata do 2010. W decydującej o złocie potyczce reprezentacja gospodarzy podejmowała Szwedów. Mecz zakończył się remisem 3–3, ale dzięki sześciu zwycięstwom w poprzednich meczach hokeiści trzech koron zostali mistrzami świata (hokeiści radzieccy zanotowali pięć zwycięstw). Na mistrzostwa świata w 1958 powróciła reprezentacja Kanady, zdobywając dwa kolejne tytuły i w obu przypadkach wyprzedzając plasującą się na drugim miejscu reprezentację Związku Radzieckiego. Po turnieju w 1958 grający w reprezentującym Kanadę zespole Whitby Dunlops środkowy Connie Broden zdobył złoto mistrzostw świata, by następnie przenieść się do Montreal Canadiens i sięgnąć po Puchar Stanleya. Tym samym Broden stał się jedynym hokeistą w historii, który w tym samym roku zdobył złoty medal mistrzostw świata i Puchar Stanleya (zawodnicy występujący w klubie walczącym o Puchar Stanleya nie mogli występować na mistrzostwach świata). Na igrzyskach olimpijskich w 1960 w Squaw Valley do czołowej czwórki zaliczano Kanadę, Związek Radziecki, Czechosłowację i Szwecję. Wszyscy jednak zostali pokonani przez zespół amerykański, który zwyciężył we wszystkich siedmiu meczach w drodze do swojego pierwszego złotego medalu olimpijskiego.
Na turnieju w 1961 rozgrywanym w Genewie i Lozannie Czechosłowacja pokonała Związek Radziecki i zremisowała z Kanadą, dzięki czemu w decydującej rundzie wszystkie trzy zespoły miały szanse na złoto. Czechosłowacy odnieśli zwycięstwo nad Szwecją 5–2, a Kanada pokonała drużynę radziecką 5–1. O złocie zadecydowała korzystniejsza różnica bramek Kanady, reprezentowanej przez Trail Smoke Eaters, ostatnią drużynę klubową reprezentującą Kanadę na turnieju międzynarodowym. Ostatnia runda turnieju odbyła się w cieniu kontrowersji – reprezentacja Niemiec (RFN) odmówiła gry z drużyną NRD, by uniknąć możliwej ceremonii z wzniesieniem jej flagi przy jednoczesnym odegraniu hymnu (w taki sposób honorowano zwycięski zespół). Reprezentacja RFN była postrzegana jako faworyt spotkania, lecz mimo to prezydent niemieckiego związku hokejowego Willi Daume nie chciał ryzykować. Porażka z NRD byłaby wstydliwa, a on straciłby twarz w oczach niemieckiego narodu. Mecz został zaliczony jako zwycięstwo NRD 5–0. Na następne międzynarodowe rozgrywki Kanada wdrożyła program drużyny narodowej kierowany przez ojca Davida Bauera, jednak na kolejne mistrzostwo świata musiała czekać do 1993. Mistrzostwa świata w 1962 po raz pierwszy zostały zorganizowane w Ameryce Północnej. Turniej odbył się w Denver, ale został zbojkotowany przez Związek Radziecki i Czechosłowację. Szwecja pokonała Kanadę po raz pierwszy w historii tych rozgrywek i zdobyła swój trzeci złoty medal mistrzostw świata.

### 1963–1976: radziecka dominacja

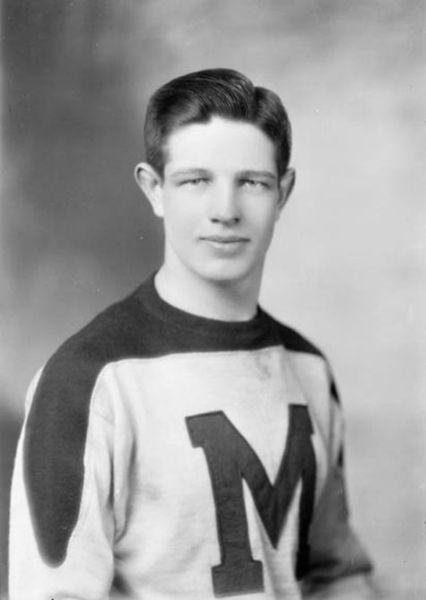
David Bauer, który zbudował drużynę narodową składającą się z najlepszych amatorów w Kanadzie

Na mistrzostwach świata w 1963 w Sztokholmie Związek Radziecki zdobył złoto, rozpoczynając serię kolejnych dziewięciu triumfów na mistrzostwach świata. Igrzyska olimpijskie w 1964 w Innsbrucku wsławiły się tym, że były pierwszymi, w których Kanada nie zdobyła złotego medalu olimpijskiego w hokeju na lodzie. Radzieccy hokeiści wygrali wszystkie siedem spotkań. Kanadyjczycy z pięcioma zwycięstwami i dwoma porażkami mieli taką samą liczbę zwycięstw i porażek co Szwedzi i Czechosłowacy. Przed 1964 rokiem, w przypadku takiej samej liczby meczów wygranych i przegranych, o końcowej klasyfikacji decydowała różnica bramek w rundzie medalowej. Przy zastosowaniu tych zasad Kanada zakończyłaby turniej na trzecim miejscu, wyprzedzając Czechosłowację. Na turnieju olimpijskim w Innsbrucku zasady zostały jednak zmienione. Do ustalenia różnicy bramek wzięto pod uwagę wszystkie mecze, a nie jak dotychczas tylko z rundy medalowej. W efekcie reprezentacja Kanady została bez medalu. W tamtym czasie igrzyska olimpijskie były traktowane jak mistrzostwa świata. Jeśli zastosowanoby niezmienione zasady z tych rozgrywek, Kanada zakończyłaby turniej z brązowym medalem mistrzostw świata. W kwietniu 2005 IIHF przyznała, że nastąpiła pomyłka i ogłosiła, że zweryfikowała ówczesną decyzję i przyzna kanadyjskiej reprezentacji z 1964 brązowy medal. Jednakże dwa miesiące później IIHF zmieniła swoją decyzję, a we wrześniu odrzuciła kanadyjskie odwołanie.
Reprezentacja Związku Radzieckiego zdominowała pozostałe turnieje dekady. Po 1963 przez cztery lata była niepokonana na turniejach olimpijskich i mistrzostw świata. Radziecka seria zwycięstw została przerwana przez Czechosłowaków na igrzyskach olimpijskich w 1968. Mimo tej porażki i tak zdobyli złoto. Igrzyska w 1968 były ostatnimi, na których turniej w hokeju na lodzie był jednoznaczny z mistrzostwami świata. W 1969 doszło do dwóch „najbardziej emocjonujących meczów w historii międzynarodowego hokeja” pomiędzy Związkiem Radzieckim a Czechosłowacją. Prawo do zorganizowania turnieju pierwotnie otrzymała Czechosłowacja, ale została ona zmuszona do rezygnacji w wyniku tzw. operacji „Dunaj”, czyli inwazji wojsk Układu Warszawskiego na Czechosłowację w sierpniu 1968. Turniej odbył się w Sztokholmie, a przy istniejących napięciach w międzynarodowych stosunkach między oboma krajami, Czechosłowacy byli zdeterminowani, by pokonać radzieckich hokeistów. Świadczyło o tym zdanie wypowiedziane w wywiadzie wiele lat później przez ówczesnego kapitana Jozefa Golonki: „powiedzieliśmy sobie, że jeśli mielibyśmy nawet umrzeć na lodowisku, musimy ich pokonać”. Oba spotkania zakończyły się zwycięstwem Czechosłowacji 2–0 i 4–3. Mimo to przegrali oba mecze ze Szwecją i ostatecznie zdobyli brązowy medal.

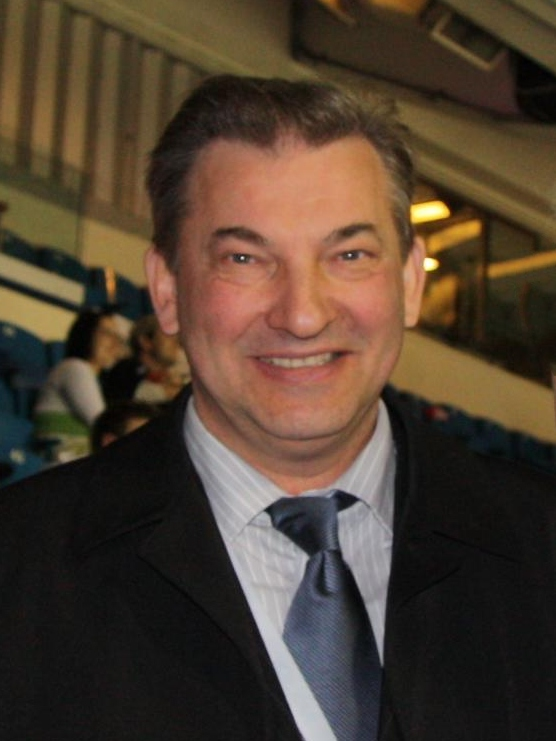
Władisław Trietjak – jeden z dwóch hokeistów, obok Aleksandra Ragulina, z dziesięcioma złotymi medalami mistrzostw świata

Przy ciągłym wzroście jakości europejskich drużyn Kanadyjski Amatorski Związek Hokeja (CAHA) zwrócił uwagę, że kanadyjscy amatorzy nie byli już konkurencją dla hokeistów ze starego kontynentu i zaczął nalegać na możliwość korzystania z graczy występujących w ligach zawodowych. Na kongresie IIHF w 1969 IIHF pozwoliła Kanadzie na powołanie do reprezentacji na mistrzostwa świata w 1970 dziewięciu zawodowców występujących poza NHL. Prawa do organizacji mistrzostw po raz pierwszy w historii zostały przyznane Kanadzie, a dokładniej miastom Montreal i Winnipeg. Podjęte na kongresie w Szwajcarii postanowienie Międzynarodowej Ligi Hokeja na Lodzie o dopuszczenie graczy zawodowych na MŚ 1970, zostało poddane krytyce w specjalnej uchwale z lipca 1969, wydanej przez federację hokeja ZSRR, która uznała planowane zmiany za „cios wymierzony w amatorski światowy hokej i sprzyja przenikaniu złych obyczajów z zawodowego hokeja”. Decyzja o korzystaniu z zawodowców została cofnięta w styczniu 1970 po tym, jak prezydent MKOl Avery Brundage oświadczył, że status hokeja jako sportu olimpijskiego będzie zagrożony, jeśli zmiana wejdzie w życie. W marcu 1970 IIHF odrzuciła kanadyjski wniosek o dopuszczenie do MŚ zawodowców, wskutek czego Kanada zapowiedziała nieprzystąpienie do turnieju mistrzowskiego. W efekcie kadra Kanady nie wzięła udziału także w igrzyskach w 1972 i 1976. Ponadto Kanada zrzekła się prawa do organizacji mistrzostw świata w 1970, więc przeniesiono je do Sztokholmu.
Reprezentacja Związku Radzieckiego, na czele z bramkarzem Władisławem Trietjakiem, a także napastnikami Walerijem Charłamowem, Aleksandrem Jakuszewem, Władimirem Pietrowem i Borisem Michajłowem, zdobyła złoto na mistrzostwach świata w 1970 i 1971 oraz złoto olimpijskie w 1972. Rok 1972 przeszedł do historii jako rok, w którym po raz pierwszy niezależnie od siebie zorganizowano turniej na igrzyskach olimpijskich i turniej mistrzostw świata. Na mistrzostwach świata w Pradze drużyna gospodarzy przerwała serię zwycięstw Związku Radzieckiego i zdobyła złoto, na które czekała od 1949. Radziecka drużyna szybko wróciła na zwycięską ścieżkę, triumfując w mistrzostwach świata w 1973 i 1974, aczkolwiek w drugim z nich zostali oni wysoko pokonani przez Czechosłowaków. Była to jedna z najwyższych porażek w historii występów hokejowej reprezentacji Związku Radzieckiego w rozgrywkach międzynarodowych. Turniej mistrzostw świata w 1976 odbył się w Katowicach. W dniu otwarcia Polska pokonała Związek Radziecki 6–4 dzięki hat trickowi Wiesława Jobczyka i dyspozycji w bramce Andrzeja Tkacza. Była to jedna z największych niespodzianek w historii międzynarodowego hokeja – zwłaszcza, że dwa miesiące wcześniej, na turnieju olimpijskim, Polacy ulegli Sowietom 1–16. Na mistrzostwach świata radzieccy hokeiści ponieśli jeszcze dwie porażki i zdobyli srebro, natomiast złoto wywalczyła Czechosłowacja. Polska ukończyła turniej na siódmym miejscu i została zdegradowana do grupy B, gdzie zespoły grają wyłącznie w celu poprawienia swojej pozycji w rankingu (obecnie znana jako I Dywizja).

### 1976–1987: pierwsze lata „otwartej rywalizacji”
W 1975 prezydentem IIHF został Günther Sabetzki, który pomógł rozwiązać spór z CAHA. IIHF zezwoliła na „otwartą rywalizację” wszystkich zawodników w mistrzostwach świata oraz przesunęła je na późniejszą część sezonu, by zawodnicy niebiorący udziału w play-offach NHL mogli w nich uczestniczyć. Mimo to hokeiści występujący w NHL wciąż nie byli dopuszczani do gry na igrzyskach olimpijskich, z jednej strony z powodu niechęci władz NHL do przerywania rozgrywek w środku sezonu, a z drugiej strony z powodu polityki MKOl dotyczącej wyłącznej amatorskości zawodników. Ponadto IIHF zgodziła się udzielić wsparcia Canada Cup – zawodom mającym na celu zgromadzenie najlepszych zawodników z czołowych reprezentacji świata.
Mistrzostwa w 1976 w Katowicach były pierwszymi z udziałem zawodowców. Mimo obowiązującej nowej reguły, skorzystała z niej tylko reprezentacja Stanów Zjednoczonych, powołując ośmiu hokeistów Minnesota North Stars i Minnesota Fighting Saints. Pierwsze w pełni otwarte mistrzostwa świata odbyły się w 1977 w Wiedniu. Po raz pierwszy udział wzięli aktywni kanadyjscy zawodnicy NHL, w tym dwukrotny MVP NHL Phil Esposito. Reprezentacje Szwecji i Finlandii wzmocniły swoje składy hokeistami z NHL i WHA. Wielu z kanadyjskich zawodników nie było przygotowanych do turnieju i nie zaznajomiło się z zasadami obowiązującymi w meczach międzynarodowych. Kanada zakończyła turniej na czwartym miejscu, przegrywając oba spotkania ze Związkiem Radzieckim z łącznym wynikiem 2–19. Czechosłowacja zdobyła złoto, zostając trzecią ekipą broniącą tytuł mistrzowski (po reprezentacjach Kanady i Związku Radzieckiego).
Wraz z przystąpieniem do turnieju zawodowców, w IIHF obawiano się, że amatorzy i młodzi zawodnicy stracą miejsce w składach zespołów. W rezultacie mistrzostwom świata U-20 w hokeju na lodzie, rozgrywanym dorocznie od 1974 jako nieoficjalny turniej zamknięty, nadano pełny status mistrzostw świata. Pierwszą edycję zorganizowano po mistrzostwach świata w 1977, lecz była ona przeznaczona wyłącznie dla zawodników poniżej 20. roku życia. W 1999 utworzono mistrzostwa świata do lat 18, które zwykle są rozgrywane w kwietniu. Zazwyczaj nie bierze w nich udziału część czołowych hokeistów z Ameryki Północnej, ponieważ w tym okresie jest zaangażowana w grę w play-offach lig juniorskich.
Począwszy od 1978 drużyna Związku Radzieckiego zdobyła pięć kolejnych tytułów mistrzów świata, będąc niepokonaną od 1981, przez turniej olimpijski w 1984, po rok 1985. W tym okresie Kanada pozostawała w światowej czołówce, zdobywając trzy brązowe medale. W latach igrzysk olimpijskich w 1980, 1984 i 1988 turnieje mistrzostw świata nie odbyły się.
Mistrzostwa świata w 1987 w Wiedniu odbyły się w cieniu kilku kontrowersji. Na początku turnieju w składzie reprezentacji RFN znajdował się Miroslav Sikora, polsko-niemiecki napastnik, który na mistrzostwach świata U-20 reprezentował Polskę. Sikora został naturalizowanym obywatelem RFN i wystąpił w pierwszych trzech spotkaniach, zdobywając bramkę w wygranym 3–1 spotkaniu z Finlandią. Po meczu Finowie złożyli protest, domagając się weryfikacji wyniku, ponieważ Niemcy wystawili w składzie nieuprawnionego zawodnika. W tamtym czasie hokeiści, bez względu na okoliczności, nie mogli zmienić reprezentowanego państwa na inne. IIHF przyznała rację i dwa punkty za zwycięstwo Finom.
Niemieccy przedstawiciele złożyli protest w austriackim sądzie rejonowym. Sąd przyznał rację Niemcom i oddalił decyzję IIHF, dzięki czemu mogli zachować punkty za zwycięstwo. Wynik ten wpłynął na końcowe pozycje drużyn, ponieważ w przypadku podtrzymania decyzji IIHF o odebraniu punktów Niemcom, to Finowie – nie Szwedzi – awansowaliby do rundy medalowej. Finowie odnieśli tylko dwa zwycięstwa i odpadli z rywalizacji już w rundzie grupowej, natomiast Szwedzi zdobyli pierwszy złoty medal mistrzostw świata od 1962. Kontrowersje wzbudzał również format turnieju: reprezentacja Związku Radzieckiego ukończyła turniej niepokonana, ale to Szwedzi, którzy przegrali trzy spotkania w pierwszej rundzie grupowej, zdobyli złoto dzięki różnicy bramek w wyniku wysokiego zwycięstwa 9–0 nad Kanadą.

### 1989–1992: upadek „żelaznej kurtyny”

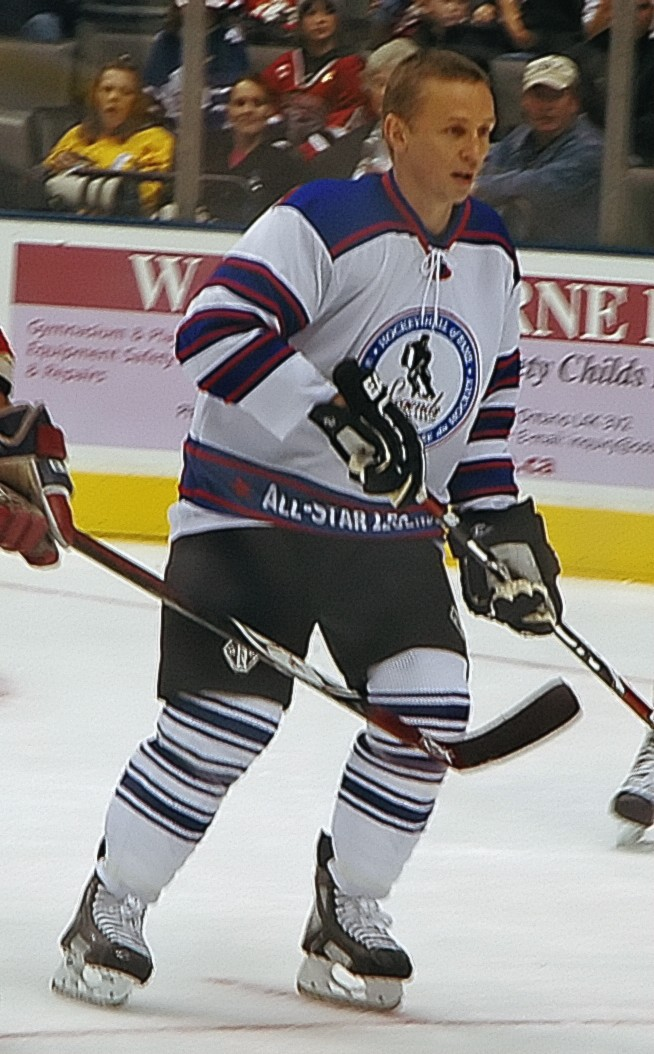
Igor Łarionow – radziecki napastnik, czterokrotny zdobywca tytułu mistrza świata przed odejściem do NHL w 1989

Przed 1989 rokiem zawodnicy żyjący w Związku Radzieckim, Czechosłowacji i pozostałych krajach za „żelazną kurtyną” nie mieli możliwości opuszczenia swojej ojczyzny, by występować w NHL. W marcu 1989 Siergiej Priachin został pierwszym członkiem radzieckiej reprezentacji, który otrzymał pozwolenie na występy w nieradzieckiej drużynie. Kilku innych zawodników, w tym Igor Łarionow i Wiaczesław Fietisow, również chciało występować w NHL. Radzieckie władze zdecydowały się pozwolić opuścić kraj tym zawodnikom, jeśli wystąpią w ostatnim turnieju w barwach drużyny narodowej. Zawodnicy przystali na tę propozycję, w efekcie czego reprezentacja Związku Radzieckiego zdobyła swój 21. tytuł mistrzów świata. Krótko później w NHL zaczęło grać coraz więcej
radzieckich hokeistów. Wielu z najlepszych zawodników opuściło radziecką ligę, w tym cała „Rosyjska Piątka” (zwana też „Green Unit”) – Igor Łarionow, Wiaczesław Fietisow, Władimir Кrutow, Siergiej Makarow i Aleksiej Kasatonow. W kolejnym roku drużyna radziecka była zdezorganizowana, a mimo tego zwyciężyła w mistrzostwach świata w 1990. Był to ostatni turniej mistrzowski, w którym triumfowała reprezentacja Związku Radzieckiego. W 1991 szwedzki napastnik Mats Sundin – pierwszy Europejczyk wydraftowany z numerem 1 w NHL – poprowadził swoją drużynę po złoty medal. Sowieci zdobyli brąz – ostatni medal w historii tej reprezentacji. Podczas turnieju mistrzostw świata w 1991 po raz 66. i zarazem ostatni rozdano medale mistrzostw Europy. W tym rankingu uwzględniano mecze wyłącznie przeciwko reprezentacjom kontynentu. Mistrzem Europy została reprezentacja Związku Radzieckiego, srebro przyznano Szwedom, a brąz Finom.
W grudniu 1991 ZSRR przestał istnieć. Dziewięć byłych republik radzieckich zostało włączonych do struktur IIHF i rozpoczęło swoje występy na arenie międzynarodowej. Rosja została sukcesorem Związku Radzieckiego. Przy tak dużym napływie nowych reprezentacji IIHF zwiększyła liczbę miejsc na mistrzostwach z ośmiu do dwunastu. Od 1963 do 1991 reprezentacje tylko czterech państw triumfowały w mistrzostwach świata: Związku Radzieckiego, Czechosłowacji, Szwecji i Kanady. Sowieci w każdym turnieju mistrzowskim, w którym brali udział, zdobywali medal (od 1954 do 1991). Na mistrzostwach w 1992 Szwedzi wywalczyli drugie z rzędu złoto. Finowie sięgnęli po srebrny medal – ich pierwszy medal mistrzostw świata w historii (Finlandia wcześniej zdobyła srebro na turnieju olimpijskim w 1988).

### 1993–obecnie
1 stycznia 1993 Czechosłowacja podzieliła się na dwa osobne państwa: Czechy i Słowację. IIHF uznała Czechy prawnym następcą Czechosłowacji, co pozwoliło reprezentacji tego kraju utrzymać pozycję w najwyższej grupie mistrzostw świata, podczas gdy Słowacja musiała rozpoczynać rozgrywki w najniższej dywizji (grupa C). Cała następna dekada została zdominowana przez tzw. „wielką szóstkę” – Kanadę, Czechy, Finlandię, Rosję, Szwecję i Stany Zjednoczone. Od 1992 do 1996 pięć różnych reprezentacji zostawało mistrzami świata. Na mistrzostwach w 1993 Rosja zdobyła swój pierwszy tytuł mistrzów świata jako niezależne państwo, a Czesi zdobyli swój pierwszy medal (brązowy). W 1994 reprezentacja Kanady odniosła zwycięstwo we wszystkich spotkaniach rundy grupowej, a w finale pokonała reprezentację Finlandii, zdobywając pierwszy od 1961 tytuł mistrzów świata. Następnego roku turniej odbył się w Szwecji. Finlandia zdobyła swój pierwszy złoty medal mistrzostw świata. Poprowadzeni przez pierwszą linię złożoną z Saku Koivu, Ville Peltonena i Jere Lehtinena w meczu o mistrzostwo pokonali Szwedów. W 1995 rywalizująca w grupie B reprezentacja Słowacji z Peterem Šťastným na czele awansowała do grupy A, w której rywalizowała przez następne lata. W 1996 Czesi zdobyli swoje pierwsze mistrzostwo świata jako odrębne państwo. W tym okresie spośród drużyn „wielkiej szóstki” tylko Stanom Zjednoczonym nie udało się zdobyć złotego medalu, chociaż w 1996 odnieśli zwycięstwo w Pucharze Świata. W połowie lat 90. kilka nowych zespołów jak Łotwa, Białoruś, Kazachstan i Ukraina, szybko wzmacniało swoją pozycję w światowym hokeju, więc reprezentacjom starszych krajów, takich jak Austria, Włochy i Szwajcaria, groził spadek do grupy B. IIHF, mając na uwadze wizję spadku przychodów z tytułu reklam w tych krajach, zwiększyła liczbę reprezentacji do 16, począwszy od 1998.

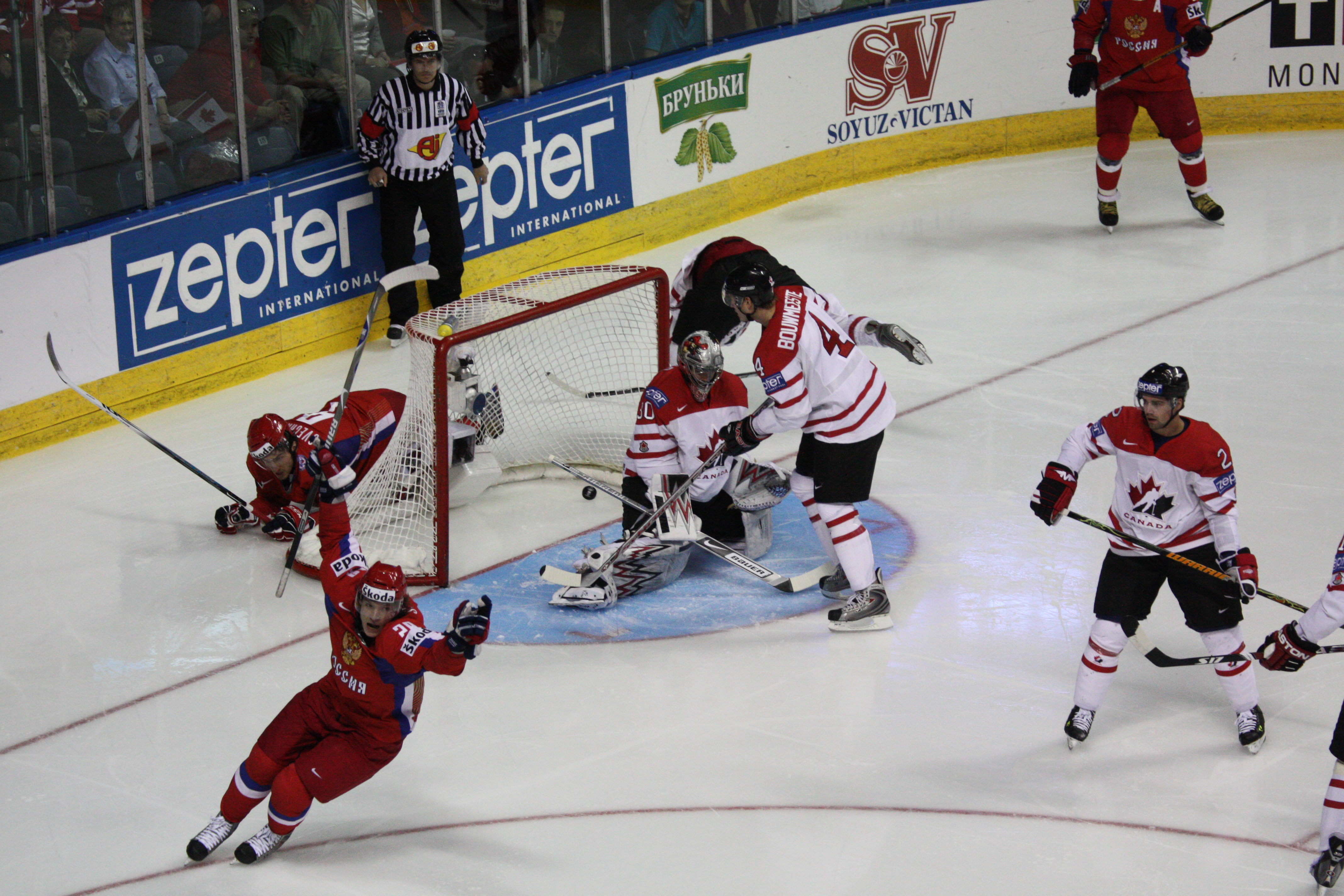
Zdobycie bramki przez Aleksandra Siomina podczas meczu o złoto Kanada–Rosja na mistrzostwach świata w 2008

W latach 1996–2001 Czesi zdobyli sześć kolejnych medali mistrzostw świata, w tym złote w 1999, 2000 i 2001, oraz złoto olimpijskie na igrzyskach w 1998 w Nagano. W 2002 uważani za faworytów do złota Czesi odpadli z turnieju w jego ćwierćfinale, ulegając drużynie rosyjskiej. O mistrzostwie zadecydował pojedynek Rosjan ze Słowakami. Słowacki prawoskrzydłowy Peter Bondra strzelił bramkę w ostatnich dwóch minutach gry, dzięki czemu Słowacja zdobyła swój pierwszy złoty medal mistrzostw świata. Podczas mistrzostw w 2003 Szwedzi dokonali jednego z największych powrotów w historii turnieju – mimo początkowo niekorzystnego wyniku 1–5 zdołali wyjść na prowadzenie i ostatecznie wygrali ćwierćfinałowe spotkanie 6–5. Na tym samym turnieju doszło również do jednej z największych niespodzianek w jego historii. Powracająca po 54 latach do elity reprezentacja Danii zwyciężyła reprezentację Stanów Zjednoczonych. Po tej porażce Amerykanie nie potrafili się już podnieść i przegrali kolejne dwa spotkania grupowe. Po raz pierwszy od 1983 hokeiści z Ameryki Północnej byli zagrożeni spadkiem do niższej dywizji. Pomimo wygranej w rundzie o utrzymanie w elicie, zajęli oni najniższe, 13. miejsce w historii ich występów na mistrzostwach świata. W meczu finałowym między Szwecją a Kanadą konieczna była dogrywka. W 13. minucie padła zwycięska bramka dla Kanady a jej strzelcem był Anson Carter, jednak na ogłoszenie zwycięstwa hokeiści musieli czekać 10 minut – tyle czasu zajęło sędziom analizowanie powtórek pod kątem przekroczenia przez krążek linii bramkowej. W kolejnym roku doszło do rewanżu między oboma zespołami, zwycięstwo ponownie odnieśli Kanadyjczycy.

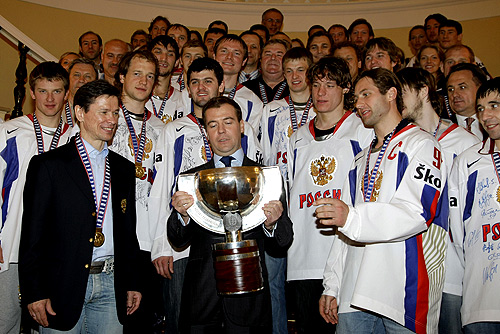
Członkowie mistrzowskiej reprezentacji Rosji z prezydentem Dmitrijem Miedwiediewem (2008)

Sezon 2004–2005 rozgrywek NHL początkowo został zawieszony, a ostatecznie odwołany z powodu braku porozumienia między władzami NHL a NHLPA w sprawie wysokości zarobków zawodników NHL. Mistrzostwa świata w 2005, w których udział wzięło więcej czołowych hokeistów z NHL niż zazwyczaj, zakończyły się triumfem reprezentacji Czech. Na igrzyskach olimpijskich w 2006 w Turynie Szwecja zdobyła złoty medal, pokonując w spotkaniu finałowym Finlandię. Trzy miesiące później Szwecja zwyciężyła w mistrzostwach świata i została pierwszą drużyną, która zdobyła złoto olimpijskie i złoto mistrzostw świata w jednym roku. Mistrzostwa w 2007 w Moskwie okazały się zwycięskie dla Kanady, która w meczu o złoto zwyciężyła Finlandię. Kolejny turniej po raz pierwszy został zorganizowany w Kanadzie. Po bramce Ilji Kowalczuka w dogrywce Rosja pokonała ekipę gospodarzy i sięgnęła po pierwsze złoto od 1993. Rosjanie obronili tytuł mistrzowski w 2009, ponownie pokonując Kanadę (2–1). W tym samym roku dyrektor NHLPA Paul Kelly zasugerował, by mistrzostwa świata odbywały się co drugi rok oraz przerywanie rozgrywek NHL, by umożliwić występy wszystkim zawodnikom. Prezydent IIHF René Fasel odniósł się do propozycji, twierdząc, że turniej jest związany kontraktami telewizyjnymi i tak duża zmiana byłaby trudna do wdrożenia.
Turniej w 2010 odbył się w Niemczech. Inaugurujące mistrzostwa świata spotkanie między drużyną gospodarzy a Stanami Zjednoczonymi zostało rozegrane na Veltins-Arena w Gelsenkirchen. Mecz z trybun obserwowało 77 803 osób, co było rekordem frekwencji na meczu hokejowym do 11 grudnia 2010 (wtedy spotkanie Michigan Wolverines z Michigan State Spartans obserwowało 104 173 osób). W rundzie grupowej zanotowano kilka niespodziewanych wyników, w tym pierwsze w historii mistrzostw świata zwycięstwo Szwajcarów z Kanadyjczykami, porażka Czechów z Norwegami oraz zwycięstwo Duńczyków nad Finami i Amerykanami na drodze do ich pierwszego występu w ćwierćfinale. Drużyna gospodarzy, która rozegrany rok wcześniej turniej zakończyła na 15. miejscu i uniknęła relegacji do I Dywizji ze względu na organizację następnych mistrzostw, awansowała do półfinałów po raz pierwszy od wdrożenia systemu play-off. Niemcy zakończyli turniej na 4. miejscu, przegrywając w meczu o brąz ze Szwedami. W meczu o złoto Czesi pokonali drużynę rosyjską, kończąc jej serię 27 kolejnych zwycięstw.

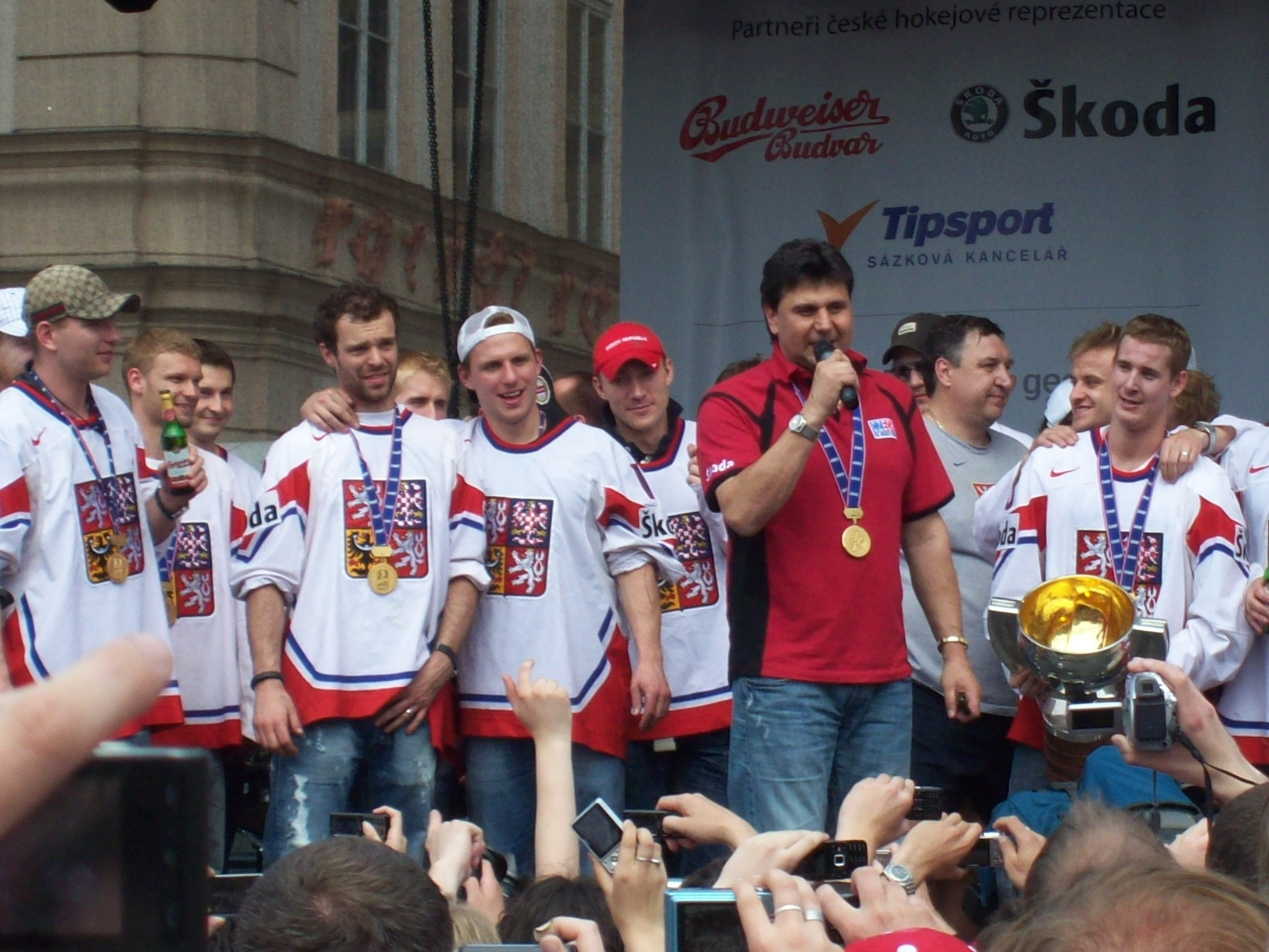
Czeska drużyna mistrzowska na Rynku Staromiejskim w Pradze (2010)

Turniej mistrzowski w 2011 zorganizowała Słowacja, po raz pierwszy od rozpadu Czechosłowacji w 1993.
Po pokonaniu Szwedów 6–1 Finlandia zdobyła swój drugi złoty medal mistrzostw świata. Czesi okazali się lepsi od Rosjan i to oni sięgnęli po brązowy medal. Kolejne dwa turnieje, w 2012 i 2013, zorganizowały wspólnie dwa państwa – Finlandia i Szwecja. Wstępnie w 2012 impreza miała odbyć się w Finlandii, a w 2013 w Szwecji. Obie federacje oraz IIHF postanowiły obie edycje zorganizować razem. Dzięki temu zawodnicy i kibice mieli do dyspozycji dwie podstawowe areny – we wcześniejszych edycjach dodatkowa arena przeważnie była mniejsza i przyciągała mniejszą liczbę widzów. Ponadto drużyny fińska i szwedzka mogły występować przed własną publicznością dwa lata z rzędu, mimo że jak pokazywała historia, niekoniecznie musi działać to na korzyść drużyny gospodarza (przed 2012 rokiem jedynym gospodarzem, który został złotym medalistą mistrzostw świata, był Związek Radziecki w 1986). W 2012 po złoto sięgnęła Rosja, pokonując w meczu finałowym Słowację, brąz wywalczyli Czesi po spotkaniu z Finami. W 2013 do finału dotarli Szwajcarzy, którzy w poprzednich meczach nie odnieśli porażki, jednak w meczu o złoto ulegli 1–5 Szwedom. Był to pierwszy medal dla Szwajcarii od 1953. Natomiast Szwedzi zostali pierwszymi mistrzami świata będącymi w roli gospodarza turnieju od czasu Związku Radzieckiego w 1986.
W 2014 mistrzostwa odbyły się na Białorusi. Po wyborze gospodarza turnieju zaistniały kontrowersje. Parlament Europejski i inne instytucje Unii Europejskiej domagały się, by mistrzostwa świata w 2014 nie odbywały się na Białorusi. Specjalny list w tej sprawie wystosował przewodniczący Parlamentu Europejskiego Jerzy Buzek, zwracając uwagę na niedemokratyczne zachowania władz białoruskich (m.in. więzienie przeciwników politycznych przez Alaksandra Łukaszenkę). Na samym turnieju doszło do kilku niespodzianek z reprezentacjami drugiego planu w roli głównej. Francja pokonała Kanadę po raz drugi w historii nowoczesnego hokeja, dzięki czemu dotarła do ćwierćfinału. Przyszli finaliści, Finowie, ulegli Łotyszom. Do półfinału awansowali tylko dzięki wygranym rzutom karnym w spotkaniu ze Szwajcarami. Złoto zdobyła Rosja, która wygrała wszystkie 10 spotkań, srebro zdobyła Finlandia, a brąz przyznano Szwedom, którzy okazali się lepsi od Czechów.

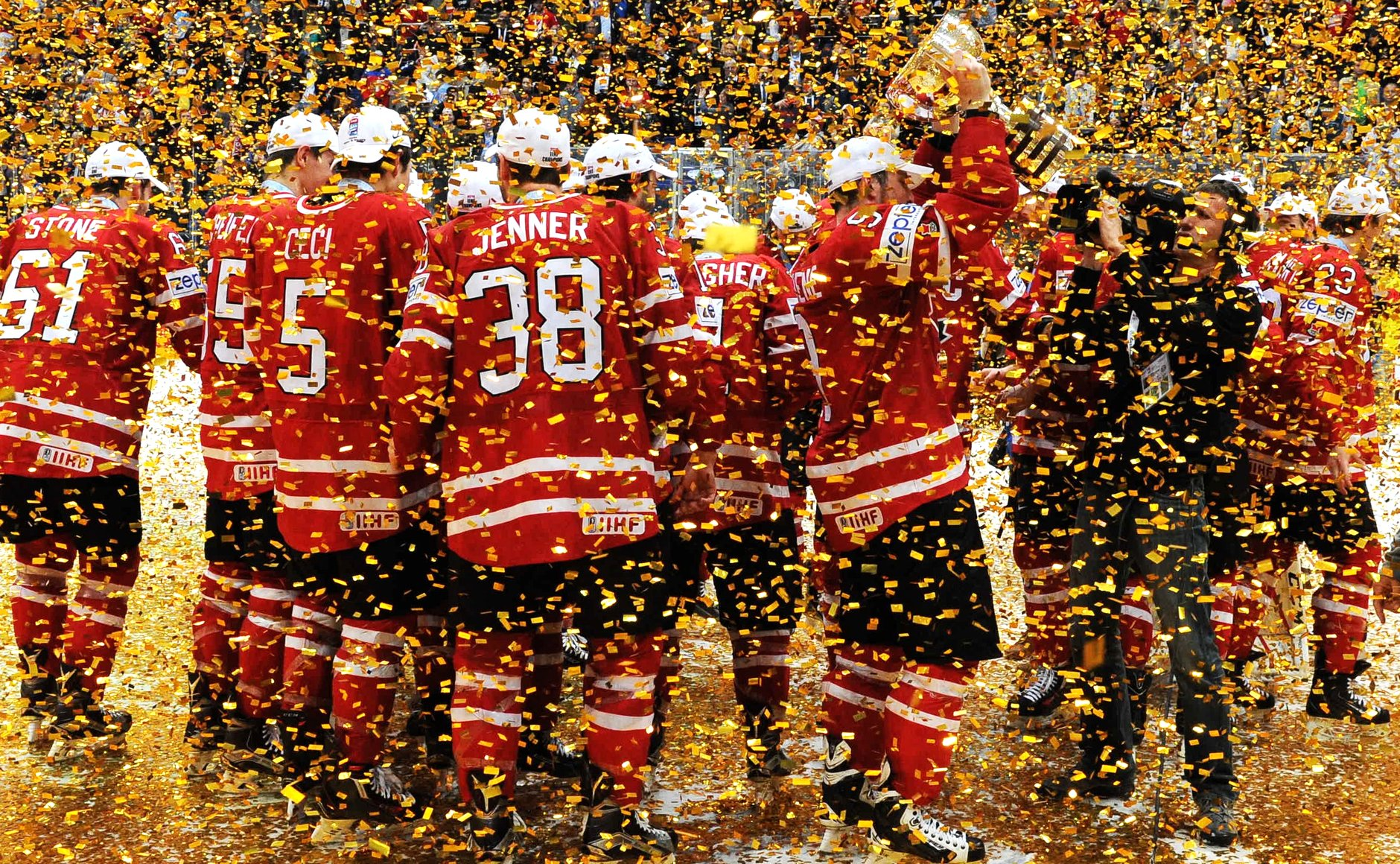
Reprezentacja Kanady z trofeum (2016)

Mistrzostwa Świata w Hokeju na Lodzie 2015 odbyły się w Pradze. Był to ostatni turniej Jaromíra Jágra w barwach reprezentacji Czech. Zarówno czescy kibice, jak i drużyna, przystępowali do turnieju z wielkimi oczekiwaniami. Drużyna gospodarzy czekała na złoty medal od 2010, wyrównując najdłuższy okres bez mistrzostwa świata od czasu rozpadu Czechosłowacji. Turniej został zdominowany przez niepokonaną drużynę kanadyjską, która w meczu finałowym wygrała 6–1 z Rosją. Kapitan zespołu z Ameryki Północnej, Sidney Crosby, dołączył do Triple Gold Club, jednocześnie zostając pierwszym zawodnikiem, który dokonał tego, będąc kapitanem wszystkich trzech drużyn. Brązowy medal zdobyła reprezentacja Stanów Zjednoczonych, Czesi drugi raz z rzędu zakończyli turniej na czwartym miejscu. W 2016 Kanada zdobyła swój 26. złoty medal, pokonując w finale Finlandię. Dzięki temu zwycięstwu Corey Perry został drugim z rzędu Kanadyjczykiem, jak i kapitanem reprezentacji Kanady, po Sidneyu Crosbym w 2015, który dołączył do Triple Gold Club. W spotkaniu o brązowy medal Rosjanie zwyciężyli Amerykanów 7–2. Po roku absencji do elity powróciła reprezentacja Kazachstanu, a po sześcioletniej przerwie – reprezentacja Węgier. Oba zespoły zajęły dwa ostatnie miejsca na tym turnieju i ponownie zostały zdegradowane do I Dywizji.
W związku z inwazją Rosji na Ukrainę 28 lutego 2022, IIHF podjęła decyzję o wykluczeniu z mistrzostw reprezentacji Rosji i Białorusi; począwszy od 2022 r. te kraje nie uczestniczą w mistrzostwach.

## Zasady

### Zasady gry
Na wszystkich turniejach międzynarodowych organizowanych przez IIHF przestrzegane są zasady zapisane w IIHF Official Rule Book. Część z nich nieco odbiega od tych, które obowiązują w rozgrywkach NHL. Najistotniejsze różnice dotyczą przede wszystkim rozmiaru lodowiska, nakładanych na zawodników kar za przewinienia oraz maksymalnej liczby zawodników w meczowym składzie.

### Uprawnienia
IIHF wymienia warunki konieczne do spełnienia, by zawodnik mógł brać udział w międzynarodowych turniejach:
- każdy zawodnik musi być pod jurysdykcją narodowego związku zrzeszonego w IIHF,
- każdy zawodnik musi być obywatelem państwa, które reprezentuje.

Jeśli zawodnik, który nigdy nie występował w turnieju organizowanym przez IIHF, zmieni obywatelstwo, musi występować w rozgrywkach krajowych przez co najmniej dwa kolejne sezony i również 16 kolejnych miesięcy (wcześniej 24 miesiące) oraz musi mieć ważną międzynarodową kartę transferową (ang. International Transfer Card, ITC). Jeśli zawodnik, który występował wcześniej w turnieju organizowanym przez IIHF, pragnie zmienić drużynę narodową, musi występować w rozgrywkach tego kraju przez cztery lata. Zawodnik może zmienić reprezentowany kraj tylko raz.

## System

### Podział przed 2012
W pierwszej dekadzie XXI wieku mistrzostwa rozgrywano wedle następującego podziału:
- Elita: złożona z 16 zespołów – spośród tej grupy wyłaniano mistrza świata, każdorazowo degradowane były dwie reprezentacje.
- I Dywizja: stanowiła zaplecze elity – występowało w niej 12 zespołów podzielonych na dwie grupy; awans do elity uzyskiwały dwie reprezentacje, które zwyciężyły w swojej grupie.
- II Dywizja: grało w niej 12 zespołów podzielonych na dwie grupy, awans do I Dywizji zdobywali zwycięzcy obu grup.
- III Dywizja: grało w niej 6 zespołów.

### Podział od 2012
12 maja 2011 na nadzwyczajnym kongresie IIHF w Bratysławie przyjęto zmiany dotyczące formuły mistrzostw. O ile elity zmiany nie dotyczyły, o tyle kilku roszad dokonano w pozostałych dywizjach. I Dywizję podzielono na dwie nierównorzędne grupy A i B, tak samo uczyniono z II Dywizją. Tym samym stworzono nowe szczeble mistrzowskie, czego efektem było obsunięcie o klasę niżej niektórych reprezentacji. Zmiany obowiązują począwszy od mistrzostw świata w 2012.
- Elita: 16 zespołów – spośród tej grupy wyłaniany jest mistrz świata, każdorazowo degradowane są dwie reprezentacje.
- I Dywizja Grupa A: zaplecze elity – występuje w niej 6 zespołów, awans do elity uzyskują dwie pierwsze reprezentacje.
- I Dywizja Grupa B: trzecia klasa – liczy 6 zespołów, awans do Dywizji I Grupy A uzyskuje jedna drużyna.
- II Dywizja Grupa A: liczy 6 zespołów, awans do Dywizji I Grupy B uzyskuje jeden zespół.
- II Dywizja Grupa B: liczy 6 zespołów, awans do Dywizji II Grupy A uzyskuje jeden zespół, degradowany do Dywizji III jest ostatni zespół.
- III Dywizja: do turnieju w 2016 liczyła 6 zespołów, do Dywizji II Grupy B awansuje pierwszy zespół. W przypadku większej liczby państw uczestniczących dla reprezentacji z najniższych pozycji w rankingu IIHF odbywał się turniej kwalifikacyjny. Od 2017 w turnieju weźmie udział 8 drużyn podzielonych na dwie grupy[131].

#### Elita od 2012
W walce o medale bierze udział 16 czołowych reprezentacji świata. Zespoły są dzielone na dwie grupy po 8 drużyn – o podziale decyduje światowy ranking, który bazuje na końcowych klasyfikacjach podczas ostatnich igrzysk olimpijskich i czterech poprzednich mistrzostw świata. Wyniki aktualniejszych turniejów mają nadaną większą wagę przy tworzeniu rankingu. Ostatnie mistrzostwa otrzymują wagę 100%, rok wcześniej 75% i tak dalej. Turniej olimpijski ma tę samą wagę co mistrzostwa świata rozegrane w roku olimpijskim.
Z początkiem 2012 zlikwidowana została runda eliminacyjna. Szesnaście zespołów jest dzielonych na dwie grupy po osiem, w której każda z ekip rozgrywa siedem spotkań. Po cztery czołowe drużyny z obu grup awansują do rundy pucharowej. W ćwierćfinałach pierwsza drużyna z pierwszej grupy spotyka się z czwartą drużyną z drugiej grupy, drugi zespół z pierwszej grupy rywalizuje z trzecim z drugiej grupy, trzeci z drugim oraz czwarty z pierwszym. Zwycięzcy awansują do półfinałów, a następnie do finału, w którym rywalizują o złoty medal. Drużyny przegrane w półfinałach rywalizują o medal brązowy.
Również począwszy od 2012 zrezygnowano z rundy o utrzymanie. Zespoły, które zajęły ósme miejsca w obu grupach, spadają do Grupy A I Dywizji (wyjątek stanowi sytuacja gdy ósme miejsce w swej grupie zajmuje gospodarz przyszłorocznych mistrzostw świata Elity, który ma zapewnione utrzymanie w Elicie, a do Grupy A I Dywizji spada zespół, który w swej grupie zajmuje siódme miejsce).

#### I, II i III Dywizja od 2012
System rozgrywek w I i II Dywizji jest taki sam. Obie dywizje są podzielone na dwie niezależne od siebie grupy, w których zespoły rywalizują systemem kołowym (każdy z każdym). Przed 2012 rokiem dwie drużyny z pierwszych miejsc w obu grupach awansowały do elity, a dwie ostatnie były degradowane do II Dywizji. Począwszy od 2012 I i II Dywizję podzielono na będącą poziom wyżej grupę A i będącą poziom niżej grupę B. Dwie czołowe reprezentacje z Grupy A I Dywizji awansują do elity, natomiast ostatni zespół zamieni się miejscami z pierwszym zespołem Grupy B I Dywizji. Ostatni zespół w grupie B zamieni się miejscem ze zwycięzcą Grupy A II Dywizji. Ostatni zespół Grupy B II Dywizji spada do Dywizji III składającej się z dwóch równorzędnych, grup na które przypada po osiem drużyn (od 2017). Na jego miejsce awansuje najlepsza drużyna III Dywizji.

## Dywizje
Klucz:
 Awans
 Nigdy nie awansował/spadł (rozpoczął w tej dywizji/grupie)
 Spadek

### Elita
Elita składa się z szesnastu czołowych reprezentacji świata rywalizujących o medale. 80. Mistrzostwa Świata w Hokeju na Lodzie odbywały się w dniach 6–22 maja 2016 w Moskwie i Sankt Petersburgu. Podczas mistrzostw w 2017 mecze elity będą rozgrywane w Kolonii i w Paryżu, w dniach 5–21 maja.
| Kraj              | Grupa (stan na 2017) | Ranking IIHF (stan na maj 2017) | Członek IIHF od | Członek dywizji od | Przypis |
| ----------------- | -------------------- | ------------------------------- | --------------- | ------------------ | ------- |
| Białoruś          | Grupa B              | 10                              | 1992            | 2005               | [ 133 ] |
| Czechy            | Grupa B              | 6                               | 1908            | 1993               | [ 134 ] |
| Dania             | Grupa A              | 14                              | 1946            | 2003               | [ 135 ] |
| Finlandia         | Grupa B              | 4                               | 1928            | 1951               | [ 136 ] |
| Francja           | Grupa B              | 13                              | 1908            | 2008               | [ 137 ] |
| Kanada            | Grupa B              | 1                               | 1920            | 1951               | [ 138 ] |
| Łotwa             | Grupa A              | 12                              | 1931            | 1997               | [ 139 ] |
| Niemcy            | Grupa A              | 8                               | 1909            | 2007               | [ 140 ] |
| Norwegia          | Grupa B              | 9                               | 1935            | 2006               | [ 141 ] |
| Rosja             | Grupa A              | 2                               | 1952            | 1992               | [ 142 ] |
| Słowacja          | Grupa A              | 11                              | 1993            | 1996               | [ 143 ] |
| Słowenia          | Grupa B              | 15                              | 1992            | 2017               | [ 144 ] |
| Stany Zjednoczone | Grupa A              | 5                               | 1920            | 1985               | [ 145 ] |
| Szwajcaria        | Grupa B              | 7                               | 1908            | 1998               | [ 146 ] |
| Szwecja           | Grupa A              | 3                               | 1912            | 1951               | [ 147 ] |
| Włochy            | Grupa A              | 18                              | 1924            | 2017               | [ 148 ] |

### I Dywizja
I Dywizję tworzy dwanaście drużyn. Reprezentacje z grupy A rywalizują o awans do elity, przegrany jest degradowany do grupy B I Dywizji. Zespoły z grupy B rywalizują o awans do Grupy A I Dywizji, natomiast ostatnia drużyna spada do Grupy A II Dywizji. W 2016 mistrzostwa grupy A I Dywizji rozegrano w Katowicach w dniach 23–29 kwietnia. Turniej grupy B odbył się w Zagrzebiu w dniach 17–23 kwietnia 2016. Kolejny turniej grupy A odbędzie się w Kijowie, natomiast grupy B w Belfaście.
| Kraj             | Grupa (stan na 2017) | Ranking IIHF (stan na maj 2017) | Członek IIHF od | Członek dywizji od | Członek grupy od | Przypis |
| ---------------- | -------------------- | ------------------------------- | --------------- | ------------------ | ---------------- | ------- |
| Austria          | Grupa A              | 16                              | 1912            | 2016               | 2016             | [ 150 ] |
| Kazachstan       | Grupa A              | 17                              | 1992            | 2017               | 2017             | [ 151 ] |
| Korea Południowa | Grupa A              | 21                              | 1960            | 2010               | 2016             | [ 152 ] |
| Polska           | Grupa A              | 20                              | 1926            | 2003               | 2015             | [ 153 ] |
| Ukraina          | Grupa A              | 22                              | 1992            | 2008               | 2017             | [ 154 ] |
| Węgry            | Grupa A              | 19                              | 1927            | 2017               | 2017             | [ 155 ] |
| Chorwacja        | Grupa B              | 26                              | 1992            | 2014               | 2014             | [ 156 ] |
| Estonia          | Grupa B              | 27                              | 1935            | 2015               | 2015             | [ 157 ] |
| Holandia         | Grupa B              | 28                              | 1935            | 2017               | 2017             | [ 158 ] |
| Japonia          | Grupa B              | 23                              | 1930            | 2005               | 2017             | [ 159 ] |
| Litwa            | Grupa B              | 25                              | 1938            | 2005               | 2012             | [ 160 ] |
| Wielka Brytania  | Grupa B              | 24                              | 1908            | 1995               | 2014             | [ 161 ] |

### II Dywizja
II Dywizję tworzy dwanaście drużyn. Reprezentacje z grupy A rywalizują o awans do grupy B I Dywizji, przegrany jest degradowany do grupy B II Dywizji. Zespoły z grupy B rywalizują o awans do grupy A II Dywizji, natomiast ostatnia drużyna spada do III Dywizji. W 2016 mistrzostwa grupy A II Dywizji rozegrano w hiszpańskiej miejscowości Jaca w dniach 9–15 kwietnia. Turniej grupy B odbył się w Meksyku w dniach 9–15 kwietnia 2016. W 2017 turniej grupy A II Dywizji zorganizuje miasto Gałacz w Rumunii, natomiast drużyny z grupy B będą rywalizować w Auckland w Nowej Zelandii.
| Kraj           | Grupa (stan na 2017) | Ranking IIHF (stan na czerwiec 2016) | Członek IIHF od | Członek dywizji od | Członek grupy od | Przypis |
| -------------- | -------------------- | ------------------------------------ | --------------- | ------------------ | ---------------- | ------- |
| Australia      | Grupa A              | 36                                   | 1938            | 2013               | 2017             | [ 162 ] |
| Belgia         | Grupa A              | 32                                   | 1908            | 2005               | 2013             | [ 163 ] |
| Hiszpania      | Grupa A              | 30                                   | 1923            | 2012               | 2015             | [ 164 ] |
| Islandia       | Grupa A              | 35                                   | 1992            | 2007               | 2012             | [ 165 ] |
| Rumunia        | Grupa A              | 29                                   | 1924            | 2017               | 2017             | [ 166 ] |
| Serbia         | Grupa A              | 31                                   | 1939            | 2011               | 2012             | [ 167 ] |
| Chiny          | Grupa B              | 37                                   | 1963            | 2008               | 2017             | [ 168 ] |
| Izrael         | Grupa B              | 34                                   | 1991            | 2012               | 2015             | [ 169 ] |
| Korea Północna | Grupa B              | 40                                   | 1963            | 2016               | 2016             | [ 170 ] |
| Meksyk         | Grupa B              | 33                                   | 1985            | 2006               | 2012             | [ 171 ] |
| Nowa Zelandia  | Grupa B              | 38                                   | 1977            | 2010               | 2013             | [ 172 ] |
| Turcja         | Grupa B              | 42                                   | 1991            | 2017               | 2017             | [ 173 ] |

### III Dywizja
III Dywizja przeważnie składa się z jednej grupy i od sześciu do ośmiu drużyn. Najlepsza drużyna w każdym roku awansuje do Grupy B II Dywizji. Turniej III Dywizji w 2016 z udziałem siedmiu reprezentacji odbył się w Stambule w dniach od 31 marca do 12 kwietnia 2016. W 2017 turniej III Dywizji odbędzie się w Sofii. Zadebiutuje na nim reprezentacja Chińskiego Tajpej.
| Kraj                         | Ranking IIHF (stan na czerwiec 2016) | Członek IIHF od | Członek dywizji od | Członek grupy od | Przypis |
| ---------------------------- | ------------------------------------ | --------------- | ------------------ | ---------------- | ------- |
| Bośnia i Hercegowina         | 45                                   | 2001            | 2015               | [ 174 ]          |         |
| Bułgaria                     | 39                                   | 1960            | 2017               | [ 175 ]          |         |
| Gruzja                       | 47                                   | 2009            | 2013               | [ 176 ]          |         |
| Hongkong                     | 44                                   | 1983            | 2014               | [ 177 ]          |         |
| Luksemburg                   | 43                                   | 1912            | 2005               | [ 178 ]          |         |
| Południowa Afryka            | 41                                   | 1937            | 2016               | [ 179 ]          |         |
| Zjednoczone Emiraty Arabskie | 46                                   | 2001            | 2010               | [ 180 ]          |         |
| Chińskie Tajpej              | –                                    | 1983            | 2017               | [ 181 ]          |         |

Drużyny z rankingu, które nie brały udziału w turnieju w 2016
| Kraj     | Ranking IIHF (stan na 2016) | Członek IIHF od | Członek dywizji od | Przypis |
| -------- | --------------------------- | --------------- | ------------------ | ------- |
| Grecja   | 49                          | 1987            | 2008               | [ 182 ] |
| Irlandia | 48                          | 1996            | 2012               | [ 183 ] |
| Mongolia | 50                          | 1999            | 2007               | [ 184 ] |

## Występy łącznie
Liczba występów poszczególnych reprezentacji na mistrzostwach świata. Do 2019 odbyło się 81 edycji turnieju, w których łącznie brało udział 61 reprezentacji. Poniżej zaprezentowano liczbę sezonów spędzonych w poszczególnych dywizjach przez każdą drużynę.
Klucz:     – obecna dywizja (jeśli przy drużynie brakuje koloru, to znaczy, że w bieżącym roku nie brała ona udziału w żadnym turnieju międzynarodowym).
| Drużyna                      | Elita | I Dywizja | II Dywizja | III Dywizja | Łącznie |
| ---------------------------- | ----- | --------- | ---------- | ----------- | ------- |
| Armenia                      | –     | –         | –          | 4           | 4       |
| Australia                    | 1     | 3         | 22         | 9           | 35      |
| Austria                      | 33    | 33        | 7          | –           | 73      |
| Belgia                       | 12    | 5         | 29         | 8           | 54      |
| Białoruś                     | 18    | 5         | 2          | –           | 25      |
| Bośnia i Hercegowina         | –     | –         | –          | 5           | 5       |
| Bułgaria                     | –     | 4         | 39         | 6           | 49      |
| Chiny                        | –     | 10        | 30         | –           | 40      |
| Chińskie Tajpej              | –     | –         | –          | 3           | 3       |
| Chorwacja                    | –     | 10        | 12         | 3           | 25      |
| Czechosłowacja               | 52    | –         | –          | –           | 52      |
| Czechy                       | 26    | –         | –          | –           | 26      |
| Dania                        | 17    | 14        | 20         | –           | 51      |
| Estonia                      | –     | 17        | 7          | 1           | 25      |
| Finlandia                    | 65    | –         | –          | –           | 65      |
| Francja                      | 32    | 18        | 16         | –           | 66      |
| Grecja                       | –     | –         | –          | 10          | 10      |
| Gruzja                       | –     | –         | 1          | 5           | 6       |
| Hiszpania                    | –     | 1         | 27         | 8           | 36      |
| Holandia                     | 4     | 39        | 14         | –           | 57      |
| Hongkong                     | –     | –         | –          | 6           | 6       |
| Irlandia                     | –     | –         | 2          | 8           | 10      |
| Islandia                     | –     | –         | 16         | 4           | 20      |
| Izrael                       | –     | 1         | 17         | 9           | 27      |
| Japonia                      | 13    | 26        | 5          | –           | 44      |
| Jugosławia                   | 1     | 21        | 7          | –           | 29      |
| Kanada                       | 72    | –         | –          | –           | 72      |
| Kazachstan                   | 7     | 15        | 4          | –           | 26      |
| Kirgistan                    | –     | –         | –          | 1           | 1       |
| Korea Południowa             | 1     | 11        | 17         | 5           | 34      |
| Korea Północna               | –     | –         | 20         | 6           | 26      |
| Kuwejt                       | –     | –         | –          | 2           | 2       |
| Litwa                        | 1     | 16        | 6          | 2           | 25      |
| Luksemburg                   | –     | –         | 3          | 16          | 19      |
| Łotwa                        | 27    | 3         | 1          | –           | 31      |
| Meksyk                       | –     | –         | 15         | 4           | 19      |
| Mongolia                     | –     | –         | –          | 6           | 6       |
| Niemcy                       | 63    | 9         | –          | –           | 72      |
| Norwegia                     | 37    | 27        | 3          | –           | 67      |
| Nowa Zelandia                | –     | –         | 14         | 10          | 24      |
| NRD                          | 13    | 14        | –          | –           | 27      |
| Polska                       | 29    | 41        | –          | –           | 70      |
| Południowa Afryka            | –     | –         | 11         | 16          | 27      |
| Rosja                        | 27    | –         | –          | –           | 27      |
| Rumunia                      | 10    | 31        | 19         | 1           | 61      |
| Serbia                       | –     | 1         | 11         | –           | 12      |
| Serbia i Czarnogóra          | –     | –         | 9          | 2           | 11      |
| Słowacja                     | 23    | 1         | 1          | –           | 25      |
| Słowenia                     | 9     | 12        | 5          | –           | 26      |
| Stany Zjednoczone            | 70    | 5         | –          | –           | 75      |
| Szwajcaria                   | 51    | 23        | 2          | –           | 76      |
| Szwecja                      | 77    | –         | –          | –           | 77      |
| Tajlandia                    | –     | –         | –          | 1           | 1       |
| Turcja                       | –     | –         | 6          | 15          | 21      |
| Turkmenistan                 | –     | –         | –          | 2           | 2       |
| Ukraina                      | 9     | 12        | 5          | –           | 26      |
| Węgry                        | 13    | 26        | 25         | –           | 64      |
| Wielka Brytania              | 16    | 30        | 8          | 2           | 56      |
| Włochy                       | 26    | 29        | 6          | –           | 61      |
| Zjednoczone Emiraty Arabskie | –     | –         | –          | 7           | 7       |
| ZSRR                         | 34    | –         | –          | –           | 34      |

## Dotychczasowi medaliści
Legenda
| *   | Turniej odbył się podczas letnich igrzysk olimpijskich w Antwerpii.                                                                         |
| *   | Turniej odbył się podczas zimowych igrzysk olimpijskich.                                                                                    |
| *   | Turniej odwołany. |
| (#) | Liczba kolejnego triumfu w historii. Druga liczba oznacza sumę wszystkich zwycięstw (w przypadku ZSRR i Rosji oraz Czechosłowacji i Czech). |

| Rok    | Złoto                                       | Srebro                                      | Brąz                                        | Miasta gospodarze                | Państwo gospodarz                    |
| ------ | ------------------------------------------- | ------------------------------------------- | ------------------------------------------- | -------------------------------- | ------------------------------------ |
| 1920 ^ | Kanada (1)                                  | Stany Zjednoczone                           | Czechosłowacja                              | Antwerpia                        | Belgia                               |
| 1924 * | Kanada (2)                                  | Stany Zjednoczone                           | Wielka Brytania                             | Chamonix                         | Francja                              |
| 1928 * | Kanada (3)                                  | Szwecja                                     | Szwajcaria                                  | St. Moritz                       | Szwajcaria                           |
| 1930   | Kanada (4)                                  | Rzesza Niemiecka                            | Szwajcaria                                  | Chamonix Berlin Wiedeń           | Francja · Rzesza Niemiecka · Austria |
| 1931   | Kanada (5)                                  | Stany Zjednoczone                           | Austria                                     | Krynica                          | Polska                               |
| 1932 * | Kanada (6)                                  | Stany Zjednoczone                           | Rzesza Niemiecka                            | Lake Placid                      | Stany Zjednoczone                    |
| 1933   | Stany Zjednoczone (1)                       | Kanada                                      | Czechosłowacja                              | Praga                            | Czechosłowacja                       |
| 1934   | Kanada (7)                                  | Stany Zjednoczone                           | Rzesza Niemiecka                            | Mediolan                         | Włochy                               |
| 1935   | Kanada (8)                                  | Szwajcaria                                  | Wielka Brytania                             | Davos                            | Szwajcaria                           |
| 1936 * | Wielka Brytania (1)                         | Kanada                                      | Stany Zjednoczone                           | Garmisch-Partenkirchen           | III Rzesza                           |
| 1937   | Kanada (9)                                  | Wielka Brytania                             | Szwajcaria                                  | Londyn                           | Wielka Brytania                      |
| 1938   | Kanada (10)                                 | Wielka Brytania                             | Czechosłowacja                              | Praga                            | Czechosłowacja                       |
| 1939   | Kanada (11)                                 | Stany Zjednoczone                           | Szwajcaria                                  | Zurych, Bazylea                  | Szwajcaria                           |
| 1947   | Czechosłowacja (1)                          | Szwecja                                     | Austria                                     | Praga                            | Czechosłowacja                       |
| 1948 * | Kanada (12)                                 | Czechosłowacja                              | Szwajcaria                                  | St. Moritz                       | Szwajcaria                           |
| 1949   | Czechosłowacja (2)                          | Kanada                                      | Stany Zjednoczone                           | Sztokholm                        | Szwecja                              |
| 1950   | Kanada (13)                                 | Stany Zjednoczone                           | Szwajcaria                                  | Londyn                           | Wielka Brytania                      |
| 1951   | Kanada (14)                                 | Szwecja                                     | Szwajcaria                                  | Paryż                            | Francja                              |
| 1952 * | Kanada (15)                                 | Stany Zjednoczone                           | Szwecja                                     | Oslo, Drammen                    | Norwegia                             |
| 1953   | Szwecja (1)                                 | RFN                                         | Szwajcaria                                  | Zurych, Bazylea                  | Szwajcaria                           |
| 1954   | ZSRR (1)                                    | Kanada                                      | Szwecja                                     | Sztokholm                        | Szwecja                              |
| 1955   | Kanada (16)                                 | ZSRR                                        | Czechosłowacja                              | Krefeld, Dortmund, Kolonia       | RFN                                  |
| 1956 * | ZSRR (2)                                    | Stany Zjednoczone                           | Kanada                                      | Cortina d’Ampezzo                | Włochy                               |
| 1957   | Szwecja (2)                                 | ZSRR                                        | Czechosłowacja                              | Moskwa                           | ZSRR                                 |
| 1958   | Kanada (17)                                 | ZSRR                                        | Szwecja                                     | Oslo                             | Norwegia                             |
| 1959   | Kanada (18)                                 | ZSRR                                        | Czechosłowacja                              | Praga, Bratysława                | Czechosłowacja                       |
| 1960 * | Stany Zjednoczone (2)                       | Kanada                                      | ZSRR                                        | Squaw Valley                     | Stany Zjednoczone                    |
| 1961   | Kanada (19)                                 | Czechosłowacja                              | ZSRR                                        | Genewa, Lozanna                  | Szwajcaria                           |
| 1962   | Szwecja (3)                                 | Kanada                                      | Stany Zjednoczone                           | Colorado Springs, Denver         | Stany Zjednoczone                    |
| 1963   | ZSRR (3)                                    | Szwecja                                     | Czechosłowacja                              | Sztokholm                        | Szwecja                              |
| 1964 * | ZSRR (4)                                    | Szwecja                                     | Czechosłowacja                              | Innsbruck                        | Austria                              |
| 1965   | ZSRR (5)                                    | Czechosłowacja                              | Szwecja                                     | Tampere                          | Finlandia                            |
| 1966   | ZSRR (6)                                    | Czechosłowacja                              | Kanada                                      | Lublana                          | Jugosławia                           |
| 1967   | ZSRR (7)                                    | Szwecja                                     | Kanada                                      | Wiedeń                           | Austria                              |
| 1968 * | ZSRR (8)                                    | Czechosłowacja                              | Kanada                                      | Grenoble                         | Francja                              |
| 1969   | ZSRR (9)                                    | Szwecja                                     | Czechosłowacja                              | Sztokholm                        | Szwecja                              |
| 1970   | ZSRR (10)                                   | Szwecja                                     | Czechosłowacja                              | Sztokholm                        | Szwecja                              |
| 1971   | ZSRR (11)                                   | Czechosłowacja                              | Szwecja                                     | Berno, Genewa                    | Szwajcaria                           |
| 1972   | Czechosłowacja (3)                          | ZSRR                                        | Szwecja                                     | Praga                            | Czechosłowacja                       |
| 1973   | ZSRR (12)                                   | Szwecja                                     | Czechosłowacja                              | Moskwa                           | ZSRR                                 |
| 1974   | ZSRR (13)                                   | Czechosłowacja                              | Szwecja                                     | Helsinki                         | Finlandia                            |
| 1975   | ZSRR (14)                                   | Czechosłowacja                              | Szwecja                                     | Monachium, Düsseldorf            | RFN                                  |
| 1976   | Czechosłowacja (4)                          | ZSRR                                        | Szwecja                                     | Katowice                         | Polska                               |
| 1977   | Czechosłowacja (5)                          | Szwecja                                     | ZSRR                                        | Wiedeń                           | Austria                              |
| 1978   | ZSRR (15)                                   | Czechosłowacja                              | Kanada                                      | Praga                            | Czechosłowacja                       |
| 1979   | ZSRR (16)                                   | Czechosłowacja                              | Szwecja                                     | Moskwa                           | ZSRR                                 |
| 1981   | ZSRR (17)                                   | Szwecja                                     | Czechosłowacja                              | Göteborg, Sztokholm              | Szwecja                              |
| 1982   | ZSRR (18)                                   | Czechosłowacja                              | Kanada                                      | Helsinki, Tampere                | Finlandia                            |
| 1983   | ZSRR (19)                                   | Czechosłowacja                              | Kanada                                      | Düsseldorf, Dortmund, Monachium  | RFN                                  |
| 1985   | Czechosłowacja (6)                          | Kanada                                      | ZSRR                                        | Praga                            | Czechosłowacja                       |
| 1986   | ZSRR (20)                                   | Szwecja                                     | Kanada                                      | Moskwa                           | ZSRR                                 |
| 1987   | Szwecja (4)                                 | ZSRR                                        | Czechosłowacja                              | Wiedeń                           | Austria                              |
| 1989   | ZSRR (21)                                   | Kanada                                      | Czechosłowacja                              | Sztokholm, Södertälje            | Szwecja                              |
| 1990   | ZSRR (22)                                   | Szwecja                                     | Czechosłowacja                              | Berno, Fryburg                   | Szwajcaria                           |
| 1991   | Szwecja (5)                                 | Kanada                                      | ZSRR                                        | Turku, Helsinki, Tampere         | Finlandia                            |
| 1992   | Szwecja (6)                                 | Finlandia                                   | Czechosłowacja                              | Praga, Bratysława                | Czechosłowacja                       |
| 1993   | Rosja (1/23)                                | Szwecja                                     | Czechy                                      | Dortmund, Monachium              | Niemcy                               |
| 1994   | Kanada (20)                                 | Finlandia                                   | Szwecja                                     | Bolzano, Canazei, Mediolan       | Włochy                               |
| 1995   | Finlandia (1)                               | Szwecja                                     | Kanada                                      | Sztokholm, Gävle                 | Szwecja                              |
| 1996   | Czechy (1/7)                                | Kanada                                      | Stany Zjednoczone                           | Wiedeń                           | Austria                              |
| 1997   | Kanada (21)                                 | Szwecja                                     | Czechy                                      | Helsinki, Turku, Tampere         | Finlandia                            |
| 1998   | Szwecja (7)                                 | Finlandia                                   | Czechy                                      | Zurych, Bazylea                  | Szwajcaria                           |
| 1999   | Czechy (2/8)                                | Finlandia                                   | Szwecja                                     | Oslo, Lillehammer, Hamar         | Norwegia                             |
| 2000   | Czechy (3/9)                                | Słowacja                                    | Finlandia                                   | Petersburg                       | Rosja                                |
| 2001   | Czechy (4/10)                               | Finlandia                                   | Szwecja                                     | Kolonia, Hanower, Norymberga     | Niemcy                               |
| 2002   | Słowacja (1)                                | Rosja                                       | Szwecja                                     | Göteborg, Karlstad, Jönköping    | Szwecja                              |
| 2003   | Kanada (22)                                 | Szwecja                                     | Słowacja                                    | Helsinki, Tampere, Turku         | Finlandia                            |
| 2004   | Kanada (23)                                 | Szwecja                                     | Stany Zjednoczone                           | Praga, Ostrawa                   | Czechy                               |
| 2005   | Czechy (5/11)                               | Kanada                                      | Rosja                                       | Innsbruck, Wiedeń                | Austria                              |
| 2006   | Szwecja (8)                                 | Czechy                                      | Finlandia                                   | Ryga                             | Łotwa                                |
| 2007   | Kanada (24)                                 | Finlandia                                   | Rosja                                       | Moskwa, Mytiszczi                | Rosja                                |
| 2008   | Rosja (2/24)                                | Kanada                                      | Finlandia                                   | Halifax, Quebec                  | Kanada                               |
| 2009   | Rosja (3/25)                                | Kanada                                      | Szwecja                                     | Kloten, Berno                    | Szwajcaria                           |
| 2010   | Czechy (6/12)                               | Rosja                                       | Szwecja                                     | Kolonia, Mannheim, Gelsenkirchen | Niemcy                               |
| 2011   | Finlandia (2)                               | Szwecja                                     | Czechy                                      | Bratysława, Koszyce              | Słowacja                             |
| 2012   | Rosja (4/26)                                | Słowacja                                    | Czechy                                      | Helsinki, Sztokholm              | Finlandia, Szwecja                   |
| 2013   | Szwecja (9)                                 | Szwajcaria                                  | Stany Zjednoczone                           | Sztokholm, Helsinki              | Szwecja, Finlandia                   |
| 2014   | Rosja (5/27)                                | Finlandia                                   | Szwecja                                     | Mińsk                            | Białoruś                             |
| 2015   | Kanada (25)                                 | Rosja                                       | Stany Zjednoczone                           | Praga, Ostrawa                   | Czechy                               |
| 2016   | Kanada (26)                                 | Finlandia                                   | Rosja                                       | Moskwa, Petersburg               | Rosja                                |
| 2017   | Szwecja (10)                                | Kanada                                      | Rosja                                       | Kolonia, Paryż                   | Niemcy, Francja                      |
| 2018   | Szwecja (11)                                | Szwajcaria                                  | Stany Zjednoczone                           | Kopenhaga, Herning               | Dania                                |
| 2019   | Finlandia (3)                               | Kanada                                      | Rosja                                       | Bratysława, Koszyce              | Słowacja                             |
| 2020   | Turniej odwołany z powodu pandemii COVID-19 | Turniej odwołany z powodu pandemii COVID-19 | Turniej odwołany z powodu pandemii COVID-19 | Zurych, Lozanna                  | Szwajcaria                           |
| 2021   | Kanada (27)                                 | Finlandia                                   | Stany Zjednoczone                           | Mińsk, Ryga                      | Białoruś, Łotwa                      |
| 2022   | Finlandia (4)                               | Kanada                                      | Czechy                                      | Helsinki, Tampere                | Finlandia                            |
| 2023   | Kanada (28)                                 | Niemcy                                      | Łotwa                                       | Tampere, Ryga                    | Finlandia, Łotwa                     |
| 2024   | Czechy (7/13)                               | Szwajcaria                                  | Szwecja                                     | Praga, Ostrawa                   | Czechy                               |
| 2025   | Stany Zjednoczone (3)                       | Szwajcaria                                  | Szwecja                                     | Sztokholm, Herning               | Szwecja, Dania                       |
| 2026   |                                             |                                             |                                             | Zurych, Fryburg                  | Szwajcaria                           |

## Tabela medalowa
W dwóch przypadkach nastąpiła formalna kontynuacja przynależności w IIHF: Rosja przejęła członkostwo byłego ZSRR, a Czechy – byłej Czechosłowacji. Z tego względu w bilansie medalowym sumuje się uzyskane osiągnięcia medalowe tych państw.
| Lp. | Reprezentacja                 | Złoto   | Srebro  | Brąz    | Razem    |
| --- | ----------------------------- | ------- | ------- | ------- | -------- |
| 1.  | Kanada                        | 28      | 16      | 9       | 53       |
| 2.  | ZSRR Rosja Łącznie            | 22 5 27 | 7 3 10  | 5 10    | 34 13 47 |
| 3.  | Czechosłowacja Czechy Łącznie | 6 7 13  | 12 1 13 | 16 6 22 | 34 14 48 |
| 4.  | Szwecja                       | 11      | 19      | 19      | 49       |
| 5.  | Finlandia                     | 4       | 9       | 3       | 16       |
| 6.  | Stany Zjednoczone             | 3       | 9       | 9       | 21       |
| 7.  | Wielka Brytania               | 1       | 2       | 2       | 5        |
| 8.  | Słowacja                      | 1       | 2       | 1       | 4        |
| 9.  | Szwajcaria                    | 0       | 5       | 8       | 13       |
| 10. | Niemcy                        | 0       | 3       | 2       | 5        |
| 11. | Austria                       | 0       | 0       | 2       | 2        |
| 12. | Łotwa                         | 0       | 0       | 1       | 1        |

## Pozostałe międzynarodowe turnieje mężczyzn

### Mistrzostwa świata
- Mistrzostwa świata do lat 18 w hokeju na lodzie mężczyzn
- Mistrzostwa świata juniorów w hokeju na lodzie

### Turnieje z udziałem zawodników NHL
- Hokej na lodzie na zimowych igrzyskach olimpijskich
- Canada Cup – autoryzowany przez NHL turniej zamknięty. Odbył się pięciokrotnie w latach 1976–1991
- Puchar Świata w hokeju na lodzie – następca Canada Cup. Odbył się w 1996, 2004 i 2016
- Summit Series – seria spotkań Kanada-ZSRR w 1972

### Inne turnieje
- Puchar Spenglera – coroczny towarzyski zamknięty turniej w hokeju na lodzie odbywający się w szwajcarskim Davos, organizowany przez HC Davos. Kanadyjska reprezentacja składa się głównie z zawodników występujących w Europie
- World U-17 Hockey Challenge – corocznie odbywający się w Kanadzie turniej przeznaczony dla reprezentacji do lat 17
- Memoriał Ivana Hlinki – nieoficjalny turniej dla reprezentacji do lat 18

## Mistrzostwa świata w Polsce
Dotychczas dwukrotnie mistrzostwa świata odbyły się w Polsce – w 1931 r. w Krynicy i w 1976 r. w Katowicach (jako MŚ Grupy A). Ponadto 9-krotnie Polacy organizowali mistrzostwa świata niższych klas, a dwukrotnie przyznawano im prawo organizacji MŚ Dywizji IB, lecz w obydwu przypadkach turnieje te odwoływano z powodu pandemii COVID-19:
- 1976 – MŚ Grupy C w Gdańsku
- 1997 – MŚ Grupy B w Katowicach i Sosnowcu
- 2000 – MŚ Grupy B w Katowicach
- 2004 – MŚ Dywizji I (gr. B) w Gdańsku
- 2009 – MŚ Dywizji I (gr. B) w Toruniu
- 2012 – MŚ Dywizji IB w Krynicy-Zdroju
- 2015 – MŚ Dywizji IA w Krakowie
- 2016 – MŚ Dywizji IA w Katowicach
- 2020 – MŚ Dywizji IB w Katowicach (odwołane z powodu pandemii COVID-19)
- 2021 – MŚ Dywizji IB w Katowicach (odwołane z powodu pandemii COVID-19)
- 2022 – MŚ Dywizji IB w Tychach